# تورات
تورات (به عبری: תּוֹרָה، تورا) معانی گوناگونی دارد که در خاص‌ترین معنای آن، نام پنج کتاب اولِ تنخ است که به باور یهودیان، در کوه سینا از سوی یهوه به موسی داده شده است. با این حال، محققان معاصر معتقد هستند تورات توسط چندین نویسنده مختلف و قرن‌ها بعد از دوره‌ای که ادعا شده موسی در آن زندگی کرده و احتمالاً در دورهٔ هخامنشی نوشته شده است. اغلب تاریخ‌پژوهان اتفاق‌نظر دارند که تورات حداقل بر پایه چهار منبع از پیش‌موجود شکل گرفته که این منابع را اصطلاحاً منبع روحانی، منبع یهوه‌ای، منبع الوهیمی و تاریخ تثنوی می‌نامند. همچنین چهار کتاب اول تورات در روندی مستقل از کتاب پنجم (سفر تثنیه) آن به وجود آمده‌اند.
نسبت دادن نگارش تورات به موسی، دیدگاهی متاخر یهودی است که بعد از آشنایی یهودیان با یونانیان و رومیان رواج پیدا کرده است. در خاورمیانهٔ باستان، نویسندگان آثار ادبی، شامل تورات، ناشناس بودند، ولی در فرهنگ یونانی—که پس از عهد اسکندر مقدونی تأثیر زیادی بر یهودیت گذاشته است—نام نویسنده، مثلاً آثار منسوب به هومر، اهمیت زیادی داشت؛ لذا از این دوره است که باور به نگارش تورات توسط موسی در نوشته‌های یهودی پدیدار شده است. انتخاب موسی به عنوان نویسندهٔ تورات، دو دلیل به خصوص داشته است: محتوای بخش اعظم چهار کتاب تورات دربارهٔ موسی هستند و بند ۴:۴۴ در تثنیه می‌گوید: «این شریعتی [عبری: توراتی] بود که موسی به بنی‌اسرائیل داد.» با این حال، این مسئله توسط خود تورات پشتیبانی نمی‌شود؛ بند ۱۲:۶ در پیدایش به وقایع بعد از مرگ موسی اشاره دارد. از آن گذشته، این امکان که موسی بتواند روایت مرگ خودش را بنویسد حتی در ادوار قدیم و پیش از شکل‌گیری دیدگاه انتقادی مدرن هم برای ربی‌های یهودی امری محل بحث بوده است.

## نام
اصطلاح عبری «تورات» به معنای شریعت، قانون و تعالیم است. این اصطلاح علاوه بر نام این پنج کتاب، معانی دیگری هم دارد. در زبان عبری، به تمامِ نظام اعتقادی یهودیت «تورات» هم گفته می‌شود. همچنین کلمهٔ تورات به‌طور کلی به معنای «نظریه»، مثلاً «نظریهٔ مارکسیسم»، نیز به کار می‌رود. اصطلاحات تورات، توراتِ موسی، توراتِ یهوه و توراتِ خدا در بخش‌های متاخرتر تَنَخ (به عنوان مثال، دوم تواریخ ۲۳:۱۸؛ عزرا ۷:۶٬۱۰؛ نحمیا ۸:۱٬۱۸؛ دانیال ۹:۱۱) برای توصیف این پنج کتاب استفاده شده است، ولی در خود تورات چنین استفاده‌ای وجود ندارد. البته استفاده از لفظ «تورات/شریعت موسی» لزوماً به این معنا نیست که نویسندگان کتب متاخر تنخ معتقد بودند این پنج کتاب اثر موسی هستند و کتب تنخ «تورات» را به عنوان یک لفظ کلی هم به کار برده‌اند؛ مثلاً در امثال ۱:۸ گفته شده است: «بشنو ای فرزند، فرمان پدرت و آموزش (تورات) مادرت را رد مکن.»
نام دیگر تورات، اسفار پنج‌گانه یا اسفار خامسه است که ریشه در اصطلاح یونانی πεντάτευχος (پنتاتِخوس) به معنای «پنج کتاب» دارد. همچنین حرف «ت» در «تَنَخ» (سرواژهٔ تورات، انبیاء و مکتوبات) به تورات اشاره دارد.

## زمینهٔ تاریخی

### اسرائیل و یهودا
بر اساس روایت تَنَخ، سلطنت متحدهٔ اسرائیل در قرن دهم قبل از میلاد تحت سلطهٔ پادشاهانی به نام داوود و سلیمان به مرکزیت اورشلیم بر هر دوازده سبط بنی‌اسرائیل حکومت می‌کرد. این پادشاهیِ واحد مدت کوتاهی پس از مرگ سلیمان به دو پادشاهی جداگانه ولی مرتبط تقسیم شد. با تخمین رایج، این تقسیم حدود سال ۹۳۰ قبل از میلاد اتفاق افتاده است. پادشاهی اسرائیل در شمال و پادشاهی یهودا در جنوب هر کدام بر تعدادی از اسباط اسرائیل حکومت می‌کردند و پادشاهی مستقل و پایتخت خود را داشتند. تنخ از این نقطه، خاصه کتاب اول پادشاهان از باب ۱۱ تا باب ۲۵ دوم پادشاهان (همچنین کتاب دوم تواریخ ۱۰ تا ۳۶)، داستان درهم‌تنیدهٔ این دو پادشاهی را طی حدود چهار قرن (حدوداً ۹۳۰ تا ۵۸۰ ق‌م، عصر آهن دوم) و همزمان با سلطهٔ آشور و بابل بر خاور نزدیک باستان، بازگو می‌کنند.
روایت تنخ بر پادشاهان مختلف هر کدام از این ممالک و نیز مناقشات داخلی و خارجی که زندگی سیاسی، اجتماعی و مذهبی آن‌ها را شکل می‌داد، تمرکز دارد. افقی که تنخ نشان می‌دهد بدین صورت است که دو پادشاهی اسرائیل و یهودا به‌طور همزمان از تقسیم یک مملکت سابقاً منسجم شکل گرفتند و به عنوان موجودیت‌های مرتبط اما مستقلی وجود داشتند که نقش برجسته‌ای در امور سیاسی و اجتماعی منطقهٔ بزرگ‌تر کنعان در عصر آهن دوم ایفا می‌کردند. پادشاهی شمالی دولتی فرعی نمایانده شده که یهوه حدود ۷۲۰ قبل از میلاد به عنوان مجازاتی الهی آن را بر دستان آشوریان نابود کرد (دوم پادشاهان ۱۷). اما یهودا سلطنتی مستحکم بود که ریشه‌هایش به قرن دهم قبل از میلاد بازمی‌گشت؛ مجازات الهی—این بار به وسیلهٔ بابل—در سال ۵۸۶ ق‌م بر یهودا نیز فرود آمد ولی یهوه وعده داد روزگاری در آینده یهودا را از نو برقرار کند (دوم پادشاهان ۲۵).
هیچ اثری از داوود و سلیمان (یا شخصیت‌های قبل از آنان مثل موسی و یوسف) در خارج از تنخ یا کشفیات باستان‌شناسی وجود ندارد، ولی شواهد روشنی از اسرائیل و یهودا یافت شده است؛ لذا پژوهشگرانی که در دههٔ ۱۹۸۰ اعتماد خود را به صحت داستان‌های ابراهیم، داوود و غیره از دست داده بودند، به تاریخی که تنخ از این دو مملکت روایت کرده به عنوان نقطهٔ آغاز تحقیقات تاریخی می‌نگریستند. با این حال، ارزیابی مجدد منابع از دههٔ ۱۹۹۰، محققان را به نتایج متفاوتی از آنچه تنخ روایت می‌کند رسانده است: اسرائیل و یهودا موجودیت‌های یکپارچه قومی و فرهنگی نبودند و از تجزیهٔ امپراتوری داوود در اواخر قرن دهم پدیدار نشده‌اند. بلکه پادشاهی اسرائیل در قرن نهم ق‌م ظهور کرده است و ظهور پادشاهی یهودا مدت‌ها بعد از آن و حدود قرن هشتم ق‌م روی داده است. نیز غیر از چند دورهٔ استثنایی، هم اسرائیل و هم یهودا بازیگران نسبتاً کم‌اهمیتی در منطقه و اغلب زیر سایهٔ همسایگانشان بوده‌اند.

## شکل‌گیری و دیرینگی

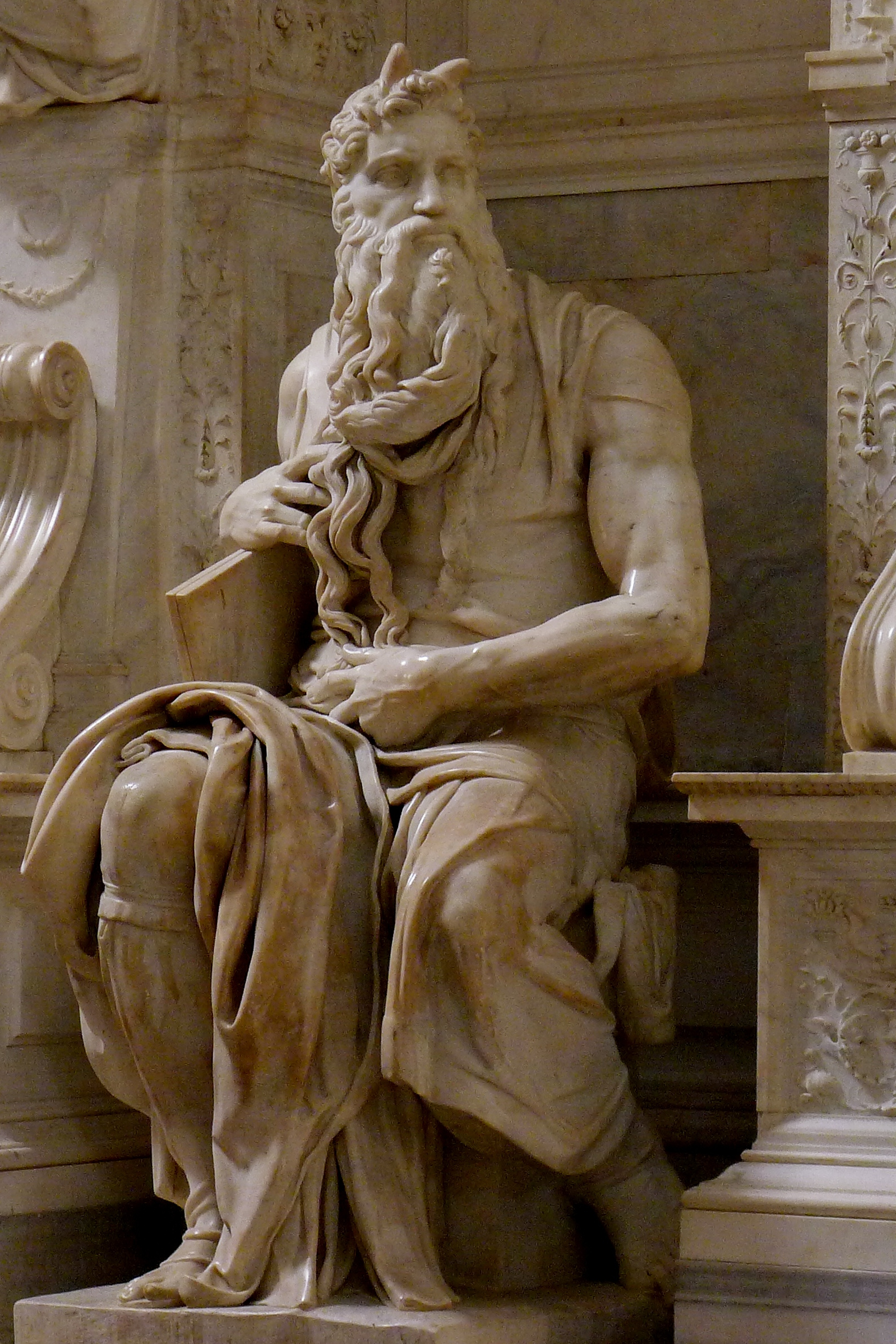
منابع دینی نگارش تورات را به موسی نسبت می‌دهند، ولی در خود تورات چنین چیزی گفته نشده است. اغلب مورخان معاصر معتقدند تورات از ترکیب حداقل چهار منبع از پیش‌موجود شکل گرفته است. تصویر از مجسمهٔ موسی اثر میکل‌آنژ.

هیچ‌کدام از این پنج کتاب مشخص نمی‌کنند توسط چه کسی نوشته شده‌اند. اعتقاد بر اینکه موسی همهٔ تورات را نوشته است احتمالاً ریشه در آیاتی دارد که می‌گویند موسی ۴۰ روز و ۴۰ شب در کوه سینا (یا حوریب) ماند. این زمانی بس طولانی برای انتقال قوانین کوتاهی مانند ده فرمان است؛ بنابراین روایاتی شگل گرفتند که موسی کل تورات مکتوب را در آن دوره از خدا دریافت کرده است. طبق نظر ربی‌های قدیم، موسی به‌طور همزمان تورات شفاهی (میشنا و غیره) را نیز دریافت کرد که تفسیر تورات مکتوب است و خلاهایش را پر می‌کند. تورات مکتوب طبق منابع یهودی (که توسط کلیسای اولیه نیز پذیرفته شده‌اند) شامل سفر پیدایش نیز می‌شود که در آن خدا به موسی از تاریخ اولیهٔ جهان و ابراهیم و خاندان او گفته است. برخی منابع یهودی حتی نوشته‌اند که تثنیه ۳۴، آخرین باب تورات حاوی مرگ موسی، توسط خدا به موسی گفته شد و موسی آن را با اشک‌هایش نوشته است. به نظر می‌رسد قدیمی‌ترین منابعی که تورات را به موسی نسبت داده، کتاب یوبیل و طومارهای دریای مرده (حدود دو قرن قبل از میلاد) باشند.
تا دورهٔ رنسانس، کنیسه و کلیسا هم قول بودند که تورات باید به عنوان کلام الهی منتقل‌شده از طریق موسی درک شود. لیک خود تورات صراحتاً این دیدگاه را نقض می‌کند و حتی به ندرت در قرون وسطی نیز کسانی متوجه آن شده بودند؛ مثلاً، ابراهیم بن عزرا، عالمی در قرن دوازدهم میلادی، نوشته که در پیدایش ۱۲:۶ آمده است «در آن زمان کنعانیان در آن سرزمین بودند.» کلمات «در آن زمان» نشان می‌دهد که در عهدِ نویسنده، کنعانیان دیگر در آن سرزمین نبودند. به عبارت دیگر، به نظر می‌رسد این آیه پس از مرگ موسی نوشته شده است، زیرا در زمان موسی کنعانیان هنوز در آن سرزمین بودند. با این حال، چنین دیدگاهی هرگز چالشی برای دیدگاه غالب در مورد تألیف تورات توسط موسی ایجاد نکرد.
به تدریج، با ظهور خردگرایی، به ویژه همراه با چهره‌هایی چون توماس هابز (۱۵۸۸–۱۶۷۹) و باروخ اسپینوزا (۱۶۳۲–۱۶۷۷)، دیدگاه مبنی بر اینکه تورات یک اثر واحد و منسجمِ نوشته‌شده توسط موسی است، زیر سؤال رفت. این نظریات نهایتاً منجر به تدوین «فرضیهٔ مستند» در قرن نوزدهم شد که بر اساس آن، پنج‌کتاب موسی (یا شش‌کتاب موسی) از چهار منبع یا سند عمده تشکیل شده است و هر یک از این منابع یا اسناد به شکل نسبتاً کاملی در تورات فعلی گنجانده شده‌اند و هر یک اصطلاحات و دیدگاه‌های الهیاتی متمایزی دارند. این منابع بر اساس حرف اول نام مستعارشان، به منبع «پی» (روحانی)، «جِی» (یهوه‌ای، Jahwist)، «ای» (الوهیمی) و «دی» (تثنوی) نام گرفتند. «جی» و «ای» نام خود را از اسمی که خدای اسرائیل را بدان می‌خوانند، دارند. «جی»، او را از آغاز یهوه می‌نامد، حتی قبل از اینکه او نام خویش را در روایات «پی» و «ای» آشکار کند. منبع «ای» به این خدا الوهیم (اصطلاح کلی به معنای خدا) می‌گوید. منبع «پی» نام‌های متفاوتی به کار می‌برد اما به او یهوه نمی‌گوید. منبع «دی» نیز به سفر تثنیه (Deuteronomy) اشاره دارد.
البته تفاوت در نام‌های الهی معیار اصلی برای تشخیص این چهار منبع گمنام نیست. در تورات، دوباره‌گویی‌ها و تناقضات جدی—هم در روایات و هم در احکام—وجود دارد. برای مثال، از دیرباز مشخص شده است که باب‌های ۱ تا ۳ سفر پیدایش دو بار آفرینش جهان را روایت می‌کنند: انسان اول بار در ۱:۲۷ خلق می‌شود — «پس خدا انسان را به صورت خود آفرید، به صورت خدا آفریدش؛ مرد و زن آفریدشان» — و باری دیگر در ۲:۷ — «پس یهوه الوهیم انسان را از خاک زمین ساخته، دم حیات را در او دمید و انسان موجودی زنده شد.» روایت دوم (آدم و حوا) صرفاً بازگویی اولی نیست، بلکه هم در رئوس و هم در جزئیات تفاوت‌های شگرفی دارد. روایت اول، خلقت جهانی بسیار متقارن بر دستان خدایی بسیار قادر که با کلمات می‌آفریند را بازگو می‌کند. در این داستان، مرد و زن با هم (۱:۲۷) پس از خلق حیواناتِ خشکی (۱:۲۵) آفریده شده‌اند. در مقابل، روایت دوم می‌گوید اول مرد (۲:۷)، سپس حیوانات (۲:۱۹) و در نهایت زن (۲:۲۱–۲۲) آفریده شده‌اند. تمرکز داستان آدم و حوا بر آفرینش بشریت است، نه تمام جهان مادی، و خدای داستان چون انسانی جایزالخطا ابتدا آزمایش می‌کند و موجودات مختلف را «می‌سازد»، به جای اینکه صرفاً بگوید «موجود باش». بنابراین، این‌ها دو روایت متمایز هستند که توسط دو نویسندهٔ جداگانه نوشته شده‌اند و دیدگاه‌های متفاوتی را در مورد ماهیت خلقت، بشریت و خدا دارند.
روایت آفرینش، دو داستان جدا هستند که پشت سر هم قرار دارند. ولی در برخی موارد، کاتب[ان] نهایی تورات نتوانسته است داستان‌ها را پشت سر هم قرار دهد، پس ترکیبشان کرده است؛ مثل داستان نوح. این داستان بایستی در میثاق خدا مبنی بر اینکه دیگر طوفانی نخواهد فرستاد به اوج برسد؛ لذا روایت‌های طوفان از منابع «جی» و «پی» نمی‌توانند به‌عنوان روایت‌های جداگانه ظاهر شوند و به هم آمیخته شده‌اند. به همین ترتیب، داستان بلای خون (خروج ۷:۱۴–۲۴) دو روایت درهم‌تنیده دارد که در یکی از آن‌ها (جی) موسی شخصیت اصلی است و خون فقط رود نیل را تحت تأثیر قرار می‌دهد و بلای اصلی مرگ ماهی‌ها است (آیات ۱۷–۱۸). در همین داستان، روایت منبع «پی» نیز اضافه شده که هارون هم در آن ظاهر می‌شود و خون تمام آب مصر را آلوده می‌کند (آیات ۱۹ و ۲۴).
علاوه بر روایت‌ها، احکام تورات هم یکپارچه نیستند. به عنوان مثال، قوانین مربوط به بردگان عبرانی یا اسرائیلی در خروج ۲۱:۱–۶، لاویان ۲۵:۳۹–۴۶ و تثنیه ۱۵:۱۲–۱۸ یافت می‌شوند. این احکام را نمی‌توان به نحوی ساده با هم سازگار کرد زیرا سه مفهوم متفاوت از بردگی در پشت آن‌ها نهفته است. مهم‌ترین مسئله آنجاست که سفر خروج بین رفتار با بردگان مرد و زن تمایز قائل می‌شود، ولی سفر تثنیه می‌گوید باید با هر دو به یک شکل رفتار شود. خروج و تثنیه هر دو می‌گویند برده‌ای که ارباب خود را دوست داشته باشد می‌تواند تصمیم بگیرد «تا پایان عمر» (خروج ۲۱:۶) یا «همیشه» (تثنیه ۱۵:۱۷) برده بماند، اما لاویان ۲۵ اصرار می‌ورزد باید با بردگان «مانند کارگران اجاره‌ای یا قراردادی» رفتار کرد و آن‌ها فقط تا «سال یوبیل» (آیهٔ ۴۰) می‌توانند بندگی کنند.
این منابع بر اساس دیدگاهشان به خدا و دین هم قابل تشخیص هستند؛ منبع «جی» خدای انسان‌واری دارد که به آدمیان نزدیک است؛ مثلاً در پیدایش ۲:۴–۳:۲۴ آمده که «یهوه الوهیم در باغ قدم می‌زد» (۳:۸) و گفته است که «یهوه الوهیم لباس‌هایی از پوست برای مرد و همسرش ساخت و آن‌ها را پوشاند» (۳:۲۱). از طرف دیگر، در «ای» خدا از مردم فاصله بیشتری دارد و معمولاً از طریق رؤیاها یا واسطه‌هایی مانند فرستادگان آسمانی و انبیا با آن‌ها ارتباط برقرار می‌کند. منبع «پی» تمرکز قوی بر خانواده کاهنانِ نسل هارون که بر نظام مذهبی مبتنی بر معبد نظارت می‌کنند، دارد و تأکید منبع «دی» بر این است که خدا قابل رؤیت نیست. «دی» به‌طور منحصربه‌فردی اصرار دارد که خدا به‌طور جسمانی در معبد یا میشکان ساکن نیست؛ بلکه معبد «مکانی است که یهوه خدای شما به عنوان مکان اقامت نام خود برمی‌گزیند» (تثنیه ۱۲:۱۱).
دربارهٔ زمان شکل‌گیری این چهار منبع، پژوهشگران کتاب مقدس در اواخر قرن بیستم، «جی» را قدیمی‌ترین منبع می‌یافتند که اغلب به دوران پادشاهی متحدهٔ اسرائیل در زمان داوود و سلیمان در قرن دهم ق‌م نسبت داده می‌شد. پس از آن «ای» قرار داشت که غالباً با پادشاهی شمالی اسرائیل پیوند داده می‌شد. «دی» را مرتبط با اصلاحات شاه یوشیا از مملکت یهودا در اواخر قرن هفتم و «پی» را منبعی از دورهٔ تبعید به بابل در قرن ششم می‌دانستند. امروزه تردیدهایی در این زمینه به وجود آمده است، خاصه در مورد موجودیت داوود و اصلاحات یوشیا، و در مورد ترتیب نسبی و تاریخ تألیف این منابع بحث‌هایی در جریان است. وجود «ای» به عنوان یک منبع کامل نیز زیر سؤال قرار گرفته است، به ویژه به این دلیل که تمایز «ای» از «جی» پس از آغاز داستان خروج از مصر بسیار دشوار است؛ بنابراین، بسیاری از دانشوران اکنون از «جی ای» (JE) به عنوان یک منبع روایی اولیه صحبت می‌کنند که سنت‌های متنوعی را در بر می‌گیرد. دیگر دانشوران فرضیهٔ مستند را کنار گذاشته‌اند و تورات را کتابی می‌یابند که طی یک دورهٔ طولانی در اثر الحاقات متعدد به یک متن اولیه، شاخ و برگ گرفته و گسترش پیدا کرده است. اکثر پژوهشگرانی که همچنان فرضیه مستند را قبول دارند دیگر این چهار منبع را اثر یک نویسنده واحد در یک زمان خاص نمی‌بینند، بلکه هرکدام را محصول گروه یا «مکتب» به خصوصی در طول مدت زمان طولانی می‌یابند. به هر روی، با وجود اینکه دیگر اجماعی میان محققان وجود ندارد، آنان همچنان در مورد تضادهای درونی تورات هم‌قول هستند.
روشن نیست این منابع مختلف که اکنون تورات را تشکیل می‌دهند، در چه روندی یکی شدند تا کتاب واحدی به عنوان تورات را به وجود آورند. برخی از محققان بر این باورند که تورات توسط عزرا بر اساس درخواست مقامات ایرانی گردآوری شده است تا نقش قانون یهودی در شاهنشاهی هخامنشی را داشته باشد. اما این نظریه در شواهد موجود تأیید نشده است. اکثر محققان فرض را بر این می‌گذارند که یک ویراستار یا مجموعه‌ای از ویراستاران یا تدوینگران منابع مختلف را—شاید در چندین مرحله—در طول مدت مدیدی ترکیب کرده‌اند. البته همهٔ منابع، روایت‌ها و احکام اسرائیل باستان به عنوان بخشی از تورات گردآوری و تدوین نشده‌اند و حجم وسیعی از آن‌ها امروزه دیگر در دسترس نیستند. خود تورات گاهی به منابع دیگری ارجاع می‌دهد (به عنوان مثال، اعداد ۲۱:۱۴٬۲۷، به «کتاب جنگ‌های خدا» ارجاع می‌دهد که امروزه در دسترس نیست) و روایاتی دربارهٔ خلقت و تاریخ اولیهٔ اسرائیل که در تورات یافت نمی‌شوند، در کتاب‌های انبیاء (به عنوان مثال، اشعیا ۵۱:۹) روایت/یاد شده‌اند.
بدون دسترسی مستقیم به این متون و سنت‌های از دست رفته، نمی‌توان به‌طور دقیق توضیح داد که ویراستار(ها) چگونه و چرا اینگونه عمل کرده‌اند. البته بایستی توجه داشت نگارندگان تورات، مانند دیگر ویرایش ویراستاران باستانی، به ایجاد یک دیدگاه صرفاً منسجم و منفرد علاقه نداشتند، بلکه می‌خواستند مجموعه‌ای از روایات و دیدگاه‌ها را حفظ کنند. نگارش تورات به احتمال زیاد در دوران تبعید در بابل (۵۸۶–۵۳۸ قبل از میلاد) یا اندکی پس از آن در اوایل دورهٔ هخامنشی به پایان رسیده است؛ نتیجه، کتابی بسیار طولانی است که آنچه تصور می‌شد دورهٔ شکل‌گیری اسرائیل است—از خلقت جهان تا مرگ موسی—را در بر می‌گیرد. شاید داستان‌های آدم تا پایان طوفان نوح به عنوان نوعی مقدمه برای برگزیدن ابراهیم گنجانده شده باشند تا توضیح دهند چرا خدا ضروری یافت که ملت به خصوصی — اسرائیل — را برگزیند. نگارش هیچ اثر دیگری در خاورمیانهٔ باستان به اندازهٔ تورات به طول نیانجامیده است.

## محتوا
داستان تورات به صورت تاریخِ خطی روایت شده است؛ از ابتدایی‌ترین زمان آغاز می‌شود و از پیدایشِ زمینِ قابل سکونت تا زمانی که بنی اسرائیل در آستانهٔ ورود به سرزمینی هستند که خدا به آنان وعده داده را در بر می‌گیرد. مجموعهٔ شریعتی که از طریق موسی به آن‌ها اعطا شده است، همه در این جریان رویدادهای روایی قرار گرفته‌اند و مجموعه‌ای انتزاعی یا نظری از احکام فقهی نیستند. تورات منبعی غنی از درام، جزئیات روایی، شخصیت‌های قابل توجه و تعاملات شگفت‌آور با خدایی است که از آن‌ها حمایت می‌کند. این کتاب پایه و اساس برای تاریخ بعدی اسرائیل را می‌نهد که در کتب انبیاء بیان شده است.
این پنج کتاب، به این نام‌ها معروفند:
- برشیت בראשית (پیدایش)
- شموت שמות (خروج)
- وییقرا ויקרא (لاویان)
- بمیدبار במדבר (اعداد)
- دواریم דברים (تثنیه)

### پیدایش
سِفر پیدایش در عبری בראשית نامیده می‌شود که به معنای «در آغاز» است. «در آغاز» نخستین واژگان خود کتاب هستند. اینگونه نامگذاری در خاورمیانهٔ باستان رایج بوده است؛ مثلاً انوما الیش، افسانهٔ آفرینش بین‌النهرینی، نامش را از اولین لغات متنش دارد. «پیدایش» (جنسیس در یونانی) نام مسیحی این کتاب است که ترجمهٔ لغت عبری «طوله دوت» به معنای «داستان» یا «ثبت» است. با این حال، نامگذاری کتاب بدین عنوان ریشهٔ مسیحی ندارد، چراکه ترجمهٔ یونانی هفتادگانی تَنَخ هم کتاب را پیدایش نام داده است. «سِفر پیدایش» واقعاً دربارهٔ پیدایش است: پیدایش جهان، پیدایش فرهنگ و پیدایش قوم اسرائیل.
پژوهش‌های دو قرن اخیر دانشوران را بدان نتیجه رسانده که نگارش سفر پیدایش قرن‌ها به طول انجامیده است و با استفاده از مطالب شفاهی و مکتوب تألیف شده است. ردپای این مطالب شفاهی را می‌توان در داستان‌های تکراری که در پیدایش وجود دارد (مثلا اتفاقات یکسانی که برای ساره همسر ابراهیم (در ‎۲۰:۱–۱۸ و ‎۲۱:۲۲–۳۴) و ربه‌کا همسر اسحاق (در ‎۲۶:۶–۳۳) در منطقه یکسانی روی می‌دهد) مشاهده کرد.
سفر پیدایش با دو داستان آفرینش آغاز می‌شود. اولی به خلقت جهان در شش روز می‌پردازد. در روز نخست، خدا نور را آفرید و آن را از تاریکی جدا کرد. در روز دوّم، او آسمانی آفرید تا آب‌های بالا را از آب‌های پایین جدا سازد. در روز سوّم، خدا آب‌های پایین را گرد هم آورد تا خشکی پدیدار شود و گیاهان را بیافریند. در روز چهارم، خدا خورشید، ماه و ستارگان را در آسمان نهاد تا نشانه‌ای باشند از روزها، فصل‌ها و سال‌ها. در روز پنجم، ماهیان را برای آب‌ها و پرندگان را برای آسمان آفرید. در روز ششم، احشام، حیوانات وحشی و سرانجام مرد و زن را در صورت خویش آفرید تا بر محلوقات فرمانروایی کنند. خدا دید که آفرینش او نیکوست.
سپس داستان دوم—آدم و حوا—روایت شده که قصه‌ای زمینی‌تر است. اینان در باغ عدن زندگی می‌کردند و نگهبان باغ بودند، اما پس از نافرمانی از خدا با خوردن میوهٔ ممنوع از درخت معرفت نیک و بد، بینا شدند. پس خدا که می‌ترسید که از میوهٔ درخت حیات هم بخورند و جاویدان شوند، اخراجشان کرد. آدم و حوا در زمین صاحب دو فرزند به نام‌های قائن و هابیل شدند. قائن، هابیل را کشت و خدا محکومش کرد تا سرگردان شود. آدم و حوا پسر دیگری به نام شیث داشتند که نوح از نسل او بود. در زمان نوح، فساد انسان‌ها و نفیلیم‌ها که از آمیزش پسران خدا و دختران آدمیان به وجود آمده بودند، فراگیر شد و خدا تصمیم گرفت زمین را با طوفانی از بین ببرد. با این حال، نوح نزد خدا مقبول افتاد، زیرا مرد درستکاری بود که با ایمان با خدا قدم می‌زد؛ بنابراین خدا به او گفت تا کشتی بسازد تا خودش، همسرش، سه پسرش سام، حام و یافث و همسران آن‌ها را نجات دهد. خدا همچنین به نوح دستور داد تا تعدادی از همهٔ موجودات زنده را نیز به کشتی ببرد تا حفظشان کند. خدا دریچه‌های آسمان را باز کرد و طوفانی فرستاد که همهٔ زمین را پوشاند، اما نوح و خانواده‌اش و موجودات با او در کشتی در امان بودند. پس از مدتی آب طوفان کاملاً فرو نشست، بنابراین خدا به نوح و خانواده‌اش و موجودات دستور داد تا از کشتی خارج شوند و دوباره زمین را پر کنند. نوح مذبحی ساخت و قربانی کرد. خدا عهد بست دیگر هرگز به خاطر انسان، زمین را نفرین نکند و موجودات زنده را با طوفان از بین نبرد. خدا کمانِ خود (رنگین‌کمان) را در آسمان قرار داد تا عهدش با نوح را فراموش نکند.
بعد از طوفان، فرزندان نوح در زمین زیاد شدند و زبانی مشترک داشتند. آن‌ها در شنعار ساکن شدند و با غرور به ساختن شهری و برجی پرداختند تا به آسمان برسد، نامی برای خود پیدا کنند و در زمین پراکنده نشوند. خدا دید اگر آدمیان همه به یک زبان باشند، کسی جلودارشان نخواهد بود، پس پایین آمد و زبان آن‌ها را درهم ریخت تا به گروه‌های جدا تقسیمشان کند. انسان‌ها دیگر نتوانستند یکدیگر را بفهمند و این باعث متوقف شدن ساختن شهرشان شد. در نسل‌های بعد، خدا ابرام (ابراهیمِ آینده) را بخواند تا از حران به ارض موعود در کنعان سفر کند و وعده داد فرزندان او را ملت کثیری خواهد کرد. ابرام، همسرش سارای که خواهرش هم بود، و برادرزاده‌اش لوط به کنعان رسیدند، اما بعداً به علت درگیری بین چوپانانشان، ابرام و لوط از هم جدا شدند. لوط به سدوم رفت و در همه حملهٔ پادشاهان شرقی اسیر شد. ابرام برای نجاتش لشکر کشید و شاهان شرقی را شکست داد. پیروزی نظامی ابرام منجر به این شد که توسط ملکی‌صدق شاه شلیم (اورشلیم) برکت داده شود. ابرام در سفرش به مصر سارای را خواهر خود معرفی کرد. فرعون سارای را به زنی گرفت و بابتش ثروت عظیمی به ابرام داد. خدا به طرز معجزه‌آسایی سارای را به ابرام بازگرداند. او دوباره با ابرام و سارای عهد بست و نامشان را به ابراهیم و ساره تغییر داد.
ابراهیم و ساره تا این زمان که قریب به صد ساله بودند، با وجود وعدهٔ خدا فرزندی نداشتند. خدا و دو موجود الهی دیگر به مهمانی به ابراهیم رفتند و به او خبر دادند که ساره با وجود سن بالایش پسری به دنیا خواهد آورد که به نام اسحاق خوانده خواهد شد. سال‌ها بعد به دستور خدا، ابراهیم اسحاق را به کوه موریا برد تا قربانی‌اش کند، اما خدا مانعش شد و به جای اسحاق، قوچی را برای قربانی فرستاد. ساره درگذشت و ابراهیم با همسر دیگرش شش پسر دیگر را تا سن ۱۷۵ سالگی به دنیا آورد. اسحاق با ربه‌کا ازدواج کرد که پس از ۲۰ سال بی فرزندی، صاحب دو پسر دوقلو به نام‌های عیسو و یعقوب شدند. یعقوب، اسحاقِ پیر و نابینا را فریب داد و برکت و حق نخست‌زادگیِ عیسو را دزدید که باعث نفرت عیسو از او شد. یعقوب برای فرار از خشم برادرش به بین‌النهرین گریخت. آنجا برای دایی خود لابان کار و با دختران او لیه و راحیل ازدواج کرد. یعقوب از زنان و کنیزانش ۱۲ پسر داشت که نیاکان ۱۲ سبط اسرائیل شدند. یعقوب که نامش بعد از شکست دادن خدا در کُشتی به اسرائیل تغییر یافته بود، در اواخر عمر با عیسو آشتی کرد.
یوسف فرزند محبوب یعقوب بود و برادران بزرگ‌ترش به دلیل حسادت در چاهی انداخته، به بردگی فروختند. یوسف سرانجام به خدمت اربابی مصری به نام پوتیفار درآمد اما وقتی که زن پوتیفار او را متهم کرد قصد تجاوز به او را داشته، یوسف زندانی گردید. او با تعبیر خواب‌های فرعون از زندان آزاد شد. یوسف خبر از وقوع قحطی در آینده داد و فرعون که او را مرد خردمندی یافته بود، مأمور مبارزه با قحطی‌اش کرد. بدین ترتیب یوسف در مصر قدرت یافت. به دلیل قحطی، برادران یوسف برای تهیهٔ مایحتاجشان به مصر رفتند و یوسف را که پیش‌رویشان قرار گرفت نشناختند. سرانجام یوسف خود را به آنها معرفی نمود و تمام خانواده یعقوب را به مصر برد تا در بهترین نقطهٔ مصر ساکن شوند. یعقوب (اسرائیل) پیش از مرگش در مصر، فرزندان یوسف یعنی افرایم و مناسه (اجداد طوایفی که در پادشاهی اسرائیل بیشترین قدرت را داشتند) را در جایگاه پسران خود قرار داد. یوسف پیش از مرگش به بنی اسرائیل یادآوری کرد که خدا اسرائیلیان را به کنعان بازمی‌گرداند و از ایشان خواست هنگام ترک مصر استخوان‌های او را نیز به ارض موعود ببرند. یوسف در سن ۱۱۰ سالگی در مصر مرد.

### خروج
سفر خروج با ذکر نام پسران یعقوب (اسرائیل) آغاز می‌شود که در زمان قحطی در پی برادرشان یوسف به مصر رفته بودند. کتاب روایت می‌کند که با گذشت زمان، رونق زندگی بنی اسرائیل در مصر چنان شد که رشک و رنجش مصریان را در پی داشت و ایشان عبرانیان را به بردگی کشیدند. فرعون برای کاهش جمعیت بنی اسرائیل دستور داد فرزندان ذکور آنان را بکشند. موسی یک اسرائیلی بود که مادرش یوکابد برای نجاتش در سبدی در نیل قرارش داد. سبد توسط دختر فرعون پیدا شد و او موسی را به عنوان فرزندخواندهٔ خویش به خانواده سلطنتی برد. در بزرگسالی، موسی پس از کشتن یک مصری برای دفاع از یک بردهٔ عبرانی، از مصر فرار کرد و در سرزمین مدین پناه گرفت. آنجا او با صفورا، دختر یترون کاهن مدین ازدواج کرد.
سال‌ها بعد، خدایی به نام یهوه در بوته‌ای سوزان که آتش نمی‌گرفت در کوه حوریب بر موسی ظاهر شد و به او دستور داد تا به مصر رود و به فرعون بگوید که بنی اسرائیل را از بردگی آزاد کند. موسی ابتدا تمایلی نداشت اما یهوه راضی‌اش کرد. پس به همراه برادرش هارون به قصر فرعون رفت اما فرعون از پذیرش درخواست او امتناع و کار را بر بردگان عبرانی سخت‌تر کرد. لذا یهوه ده بلا به عنوان نشانهٔ قدرت خویش بر مصر نازل کرد و فرعون سرانجام اجازه داد تا بنی اسرائیل به بیابان بروند و به خدایشان قربانی تقدیم کنند. بنی اسرائیل مصر را ترک کردند اما فرعون دوباره نظرش را تغییر داد و ایشان را تعقیب کرد و بین دریا و خشکی محاصره‌شان کرد. اما موسی عصای خود را بر دریا کشید و خدا آب‌ها را شکافت تا بنی اسرائیل بتوانند عبور کنند. هنگامی که مصریان به دنبال آنان رفتند، آب‌ها فرو ریختند و لشکریان فرعون را غرق کردند  بنی اسرائیل با موسیقی و رقص با آوازخوانی میریام، خواهر موسی، پیروزی یهوه بر مصر را جشن گرفتند.
بنی اسرائیل راهی کوه سینا شدند تا آنجا با خدا ملاقات کنند. در راه از گرسنگی شکایت کردند و خدا برایشان مَنَ و بلدرچین فراهم کرد تا بخورند. وقتی بنی اسرائیل تشنه شدند، آب از صخره‌ای در حوریب بیرون کشیده شد. جنگی بین اسرائیل و عمالقه درمی‌گیرد و موسی با عصایش و درحالی که هارون و حور دستانش را بالا نگه داشته‌اند تا خسته نشود، پیروزی را برای اسرائیل می‌آورد.
سه ماه پس از خروج از مصر، بنی اسرائیل در کوه سینا اردو زدند. آنجا یهوه ده فرمان را که روی لوح‌های سنگی حک شده بود به موسی داد. بنی اسرائیل موافقت کردند با پیروی از قوانین خدا عهد ببندند و ملت مقدس او باشند. ملاقات موسی با خدا در بالای کوه ۴۰ روز و شب به طول می‌انجامد. چون غیبتش طولانی می‌شود، بنی اسرائیل تصور می‌کنند ارتباطشان با آن خدا را از دست داده‌اند و از هارون جانشینی طلب می‌کنند. هارون با زیورآلات بنی اسرائیل گوساله‌ای طلایی می‌سازد. موسی وقتی بازمی‌گردد خشمگین می‌شود و لوح‌های سنگی تورات را خرد می‌کند. موسی هارون را سرزنش و کسانی که در بت‌پرستی دست داشتند را مجازات می‌کند و از خدا می‌خواهد دیگران را ببخشد. خدا دستور می‌دهد که تا با کمک بنی اسرائیل برایش خیمه‌ای ساخته شود تا آنجا مسکن گزیند. سفر خروج با بیان اینکه ساخت خیمه/میشکان به پایان رسیده بود و خدا در آن ساکن شده بود و تمام بنی اسرائیل او را می‌دیدند به پایان می‌رسد.

### لاویان
عمدهٔ مطالب سفر لاویان به احکام، آیین‌ها و وظایف کاهنان اسرائیل که از سبط لاوی—خاصه فرزندان هارون—هستند می‌پردازد. باب‌های ۱ تا ۷ جزئیات مراسم گوناگون قربانی و هدایا به خدا را شرح می‌دهند. تقدیم قربانی‌های صلح، سوختنی، غلات، گناه، مجازات، تقدیس و تنصیب هر کدام مواد، روش و اهداف خاصی برای کفاره گناهان و ابراز سپاسگزاری دارند. احکامی نیز دربارهٔ قربانی‌های کاهن اعظم، خانوادهٔ او و کلّ قوم اسرائیل وجود دارد. باب‌های ۸ تا ۱۰ به تنصیب هارون و پسرانش به عنوان نخستین کاهنان اسرائیل اختصاص دارد. موسی هارون، پسرانش و نوادگانشان از طایفهٔ لاوی را با قربانی‌ها، جامه‌های خاص و مراسم مسح‌کردن تقدیس می‌کند. هارون در ردای اولین کاهن اعظم اسرائیل، نخستین قربانی‌ها را تقدیم می‌کند. دو تن از پسران هارون—ناداب و ابیهو—به دلیل آتش نامجاز تقدیم شده به خدا سوزانده و کشته می‌شوند. پس از آن قوانینی دربارهٔ رفتار کاهن و سوگواری ذکر می‌شود.
باب‌های ۱۱ تا ۱۵ شامل قوانین مذهبی در زمینه طهارت آیینی است. محدودیت‌های غذایی با جزئیات زیاد حیوانات پاک و ناپاک را از هم جدا می‌سازد. زایمان، بیماری‌های پوستی، ترشّحات و خونریزی‌های بدن مانند قاعدگی و آمیزش جنسی دستورالعمل‌هایی برای طهارت آیینی از طریق شستشو، قربانی‌ها، دوره‌های قرنطینه و غیره دارند. باب‌های ۱۶ و ۱۷ بر یوم‌کیپور (روز کفاره) به عنوان آیینی برای توبهٔ قوم اسرائیل از گناه تمرکز دارد؛ هارون یک‌بار در سال برای تطهیر خود، کاهنان، معبد و کلّ بنی‌اسرائیل وارد اقدس الاقداس شده، از طریق خون قربانی، مراسم بز طلیعه و قربانی‌های سوختنی، تطهیر را انجام می‌دهد. پس از آن، قوانینی در مورد منع قربانی و مصرف خون آمده است.
باب‌های ۱۸ تا ۲۰ به جزئیات احکام اخلاقی و اعمال ممنوعه می‌پردازد: زنا با محارم، زنا، قربانی‌کردن کودکان، اعمال همجنس‌آمیز مردانه و رابطهٔ جنسی با حیوان؛ انواع اعمال جنسی در زمان عادت ماهیانه؛ ترازوهای عادلانه، پیمانه‌ها و پاداش‌های منصفانه؛ فالگیران و طالع‌بینان؛ کفرگویی، نفرین کردن والدین، زنا، زنای با محارم، رابطهٔ جنسی مردان با یکدیگر و آمیزش با حیوانات مجازات اعدام دارند. باب‌های ۲۱ و ۲۲ به الزامات ویژه کاهنان اختصاص دارد: سوگواری، ازدواج، قداست، کمال جسمانی و غیره. طهارت آیینی حتّی شامل غذای آنها نیز می‌شود. باب‌های ۲۳ تا ۲۵ به جشن‌ها و رویدادهای تقویم مذهبی اختصاص دارد: استراحت هفتگی شبات و مقرّرات آن؛ پسح و عید فَطیر؛ عید اول برداشت و پنطیکاست؛ روش هشانا؛ یوم‌کیپور؛ سوکوت؛ سال‌های شبات و سال یوبیل برای استراحت زمین و آزاد کردن بردگان. باب ۲۶ به برکات اطاعت از عهد اسرائیل با خدا و مجازات‌ها برای سرپیچی از آن — که تا تخریب کشور، غارت و حملهٔ دشمن، قحطی، پراکندگی و تبعید نیز می‌رسد — پرداخته است
. باب ۲۷ و پایانی نیز احکام و روال نذورات، عشر و هدایای به خدا را پوشش می‌دهد.

### اعداد
سفر اعداد نام خود را از سرشماری قوم اسرائیل گرفته است، رویدادی کلیدی که آغازگر کتاب است. پس از تکمیل ساخت میشکان، خدا به موسی فرمان می‌دهد تا از همهٔ مردان اسرائیلی بالای بیست سال بر حسب خانه‌های اجدادی آن‌ها سرشماری و آن‌ها را بر اساس اسباط ثبت کند تا تعداد مردان جنگی مشخص شود. لاویان جداگانه شمارش می‌شوند. اسرائیلیان با هدایت تابوت عهد از سینا به راه افتادند. جزئیات پیمایش مسیر و محل اسباط اطراف خیمهٔ خدا به جزئیات شرح شده است. قوم در گوش خدا سخنان بد می‌گویند و وقتی خدا آن را می‌شنود، آتشی می‌فرستد تا حومهٔ اردو بسوزد. موسی برای آن‌ها شفاعت می‌کند و آتش خاموش می‌شود. قدرت موسی توسط هارون و میریام، خواهر و برادرش، زیر سؤال می‌رود. اینان از ازدواج موسی با زن حبشی گله دارند. اما خدا طرف موسی را می‌گیرد و می‌گوید من با موسی به‌طور مستقیم دیدار می‌کنم، نه از طریق خواب و رؤیا. هارون و میریام مجازات می‌شوند..
موسی دوازده جاسوس را برای سرکشی در ارض موعود/کنعان می‌فرستد، اما ده نفرشان گزارش رعب‌آوری از دشمنان قدرتمندی که آنجایند می‌دهند و وحشت در دل قوم رخنه می‌کند. این خدا را خوش نمی‌آید و به عنوان مجازات، محکومشان می‌کند تا چهل سال در بیابان سرگردان باشند تا نسل فعلی بمیرد. فقط به کالب و یوشع که گزارش نویدبخشی آورده بودند اجازه می‌دهد تا زنده به سرزمین موعود وارد شوند.
احکام اسرائیل در مورد قربانی کردن، نذرها، طهارت، محاکمه حسادت، نذیر، برکت کاهنی، نذورات، ارث و میراث، پسح، ترک سینا، شکایت، تخطی از شبات و شورش علیه موسی در باب‌های ۵–۱۷ شرح داده شده‌اند. هارون پیش از ورود به ارض موعود می‌میرد و موسی به دستور خدا کهانت را به فرزندش الغازار می‌دهد. عراد، از ملوک کنعانی، به اسرائیل حمله می‌کند و شکست می‌خورد. در طول سرگردانی در بیابان، قوم از کمبود غذا و آب به خدا و موسی شکایت می‌برند که خشم خدا را برمی‌انگیزد. او مارهای آتشین به میان ایشان می‌فرستد. موسی برای علاج نیش خوردگان شفاعت می‌کند و مارهای برنجی بر می‌خیزاند تا نجاتشان دهد. وقتی به موأب نزدیک شدند، بالاکِ پادشاه سعی کرد بلعم را به نفرین کردن اسرائیل وادارد، اما او در عوض اسرائیل را برکت می‌دهد. سرشماری از نسل جدید انجام می‌شود. قوانین مربوط به ارث، جانشینی رهبری، پیشکش‌های خاص و نذرها مشخص می‌شود. نبردهای با مدینیان در باب ۳۱ آمده است. اسباط رئوبن و جاد درخواست می‌کنند تا در شرق اردن ساکن شوند و موسی پس از قول گرفتن از آنان مبنی بر کمک به فتح کنعان، اجازه می‌دهد. در پایان کتاب مناطق کنعان برای اسباط مختلف مشخص می‌شود.

### تثنیه
روایت سفر تثنیه زمانی که قوم اسرائیل در دشت‌های موأب اردو زده‌اند و سرانجام آمادهٔ ورود به ارض موعود هستند، آغاز می‌شود. ورود به کنعان اوج داستانی است که با وعدهٔ خدا به نیاکان اسرائیل در سفر پیدایش آغاز شده بود، اما بردگی در مصر و سرگردانی در بیابان به تعویقش انداخته بود. در آغاز تثنیه، موسی که مرگش نزدیک است، رشتهٔ روایت داستان را می‌گسلد تا سه سخنرانی (۱:۶–۴:۴۰؛ ۵:۱–۲۸:۶۸؛ ۲۹:۲–۳۰:۲۰) که در واقع وداعش با بنی اسرائیل هستند را ایراد کند. در باب‌های ۱ تا ۴، موسی آنچه بر اسرائیل گذشته بود و توزیع زمین بین ۱۲ سبط را تکرار می‌کند. او به قوم عهدی که خدا با پدرانشان ابراهیم، اسحاق و یعقوب بسته است و چگونه پس از شنیدن رنج‌های ایشان در مصر، خدا آن‌ها را با نشانه‌ها و عجایب بیرون آورد را یادآوری می‌کند. باب‌های ۵ تا ۲۶ حاوی سخنان موسی است که به بنی اسرائیل فرمان می‌دهد از شریعت خدا اطاعت کنند. این شامل ده فرمانی است که خدا مستقیماً به قوم در کوه حوریب (در سایر بخش‌های تورات: کوه سینا) اعلام کرده بود. او از قوم می‌خواهد سوگند بخورند ترکیب شریعت و آموزه‌های فقهی را به عنوان مکمل پیمان پیشین با خدا محسوب کنند. در باب‌های بعدی، موسی قوانین آیینی، اخلاقی و مدنی مختلفی در مورد عبادت صحیح، مصرف غذا، ارث بردن زمین، حکومت، هنجارهای اجتماعی و عدالت صادر می‌کند.
در باب ۲۷، موسی و مشایخ بنی اسرائیل دستور می‌دهند که پس از ورود قوم به کنعان، مذبحی برای خدا ساخته و بر رعایت شریعت صحه گذاشته شود. باب ۲۸ برکات گسترده‌ای را که در انتظار اطاعت از قوانین خداست و همچنین مجازات‌ها برای نافرمانی را بیان می‌کند. موسی در سخنرانی دوم خود در باب‌های ۲۹–۳۰ از نسل جدید اسرائیل می‌خواهد که با تمام قلب خدا را جویند و از شریعت هنگام ورود به ارض موعود اطاعت کنند، مبادا آن مجازات‌ها در حقشان روا داشته شود. او آسمان و زمین را برای حفظ عهد گواه می‌گیرد و عهد را انتخابی بین زندگی و رفاه در مقابل مرگ و سختی می‌نمایاند. پس از پایان این سخنرانی‌ها و ضمیمهٔ پایانی (باب‌های ۳۱ تا ۳۴) است که خط اصلی داستان از سر گرفته و ورود قوم اسرائیل به کنعان در کتاب‌های یوشع و داوران روایت می‌شود. این باب‌ها شرح انتقال رهبری از موسی به یوشع، خواندن سرودی دربارهٔ فراموش نکردن خدا در آینده و اعطای برکت نهایی به هر سبط قبل از مرگ موسی را به تصویر می‌کشد. موسی به دلیل گناهانش اجازهٔ ورود به ارض موعود را پیدا نمی‌کند و کتاب با مرگ او پس از آن که خدا سرزمین را بالای کوه نشانش داد به پایان می‌رسد.

## تدوین

### پیدایش
دویست و پنجاه سال پژوهش تاریخی بر سفر پیدایش نشان داده که این کتاب در طول قرن‌های متمادی با استفاده از مطالب شفاهی و مکتوب جمع‌آوری شده است. اکثر محققان معتقدند قدیمی‌ترین متونی که اکنون در سفر پیدایش موجود هستند، اثر نویسندگانی در پادشاهی‌های اولیه یهودا و اسرائیل بوده است. با این حال، بخش‌های مهمی از کتاب تنها پس از سقوط پادشاهی در سال ۵۸۶ ق‌م و زمانی که رهبران یهودی در تبعید در بابل زندگی می‌کردند، نوشته شده است؛ یکی از این بخش‌ها، داستان ابراهیم است که در آن‌ها وعدهٔ ارض موعود و تبدیل فرزندان ابراهیم به ملت‌های بزرگ داده می‌شود. از طریق چنین آثار و ملحقات جدیدی نویسندگان، آثار قدیمی‌تر در مورد آفرینش و نیاکان اسرائیل را از نو نوشتند تا به یهودیان تبعیدی اطمینان بخشند که خدا آنان را نیز مانند نیاکانشان نجات خواهد داد.
متاخرترین مرحلهٔ عمده در تدوین سفر پیدایش، ترکیب نوشته‌های قدیمی‌تر دربارهٔ آفرینش بشر، طوفان نوح و نیاکان اسرائیل با داستان‌های مشابه در متون کاهنان اسرائیل بوده است. احتمالاً این اتفاق در دوران پس از تبعید که تبعیدیان به یهودیه بازگشته و در حال بازسازی اورشلیم و معبد آن بودند، رخ داده است. تلفیق روایات موازی در پیدایش (و باقی کتب تورات) منجر به تورات کنونی شد که جامعهٔ تبعیدی و غیرتبعیدی می‌توانست گرد آن متحد شود. با این حال، این تلفیق همچنین تناقضاتی را در سفر پیدایش به وجود آورده که خواننده می‌تواند با کمی دقت تشخیص دهد؛ مثلاً در داستان نوح، یک بار به او گفته می‌شود یک جفت از هر حیوان ناپاک و هفت جفت از حیوانات پاک با خود به کشتی ببرد (۷٫۱–۵ و ۸٫۲۰–۲۲) اما در نسخهٔ کاهنی او تنها یک جفت از هر حیوان لازم دارد (۶٫۱۱–۲۲ و ۹٫۱–۱۷): در نسخهٔ قدیمی‌تر، نوح به آن شش جفت اضافه را برای تقدیم قربانی به خدا بعد از طوفان لازم داشته است (قربانی به خدایان بعد از طوفان در حماسه گیلگمش نیز وجود دارد)، ولی در نسخهٔ کاهنی هنوز احکام تقدیم قربانی اعلام نشده است (این احکام در داستان موسی شرح داده شده‌اند) و نوح نیازی به حیوانات دیگر ندارد.
در مجموع، جزئیات زیادی از تدوین اولیهٔ سفر پیدایش روشن نیست و داستان‌های شفاهی که پشت این کتاب قرار دارند، از بین رفته‌اند. با این حال، مشخص است که این کتاب طی قرن‌ها توسط نویسندگان متعددی نوشته شده است و تصویری دقیق‌تر و مطمئن‌تری از مراحل نهایی تدوین آن وجود دارد. سفر پیدایش از ترکیب مطالب دو منبع قدیمی و ناشناس که امروزه «منبع پی» و «منبع جی» نامیده می‌شوند، ترکیب شده بخش‌های کوچکی از آن (شامل باب‌های ۱۴، ۱۵، ۲۴ و ۴۹) هم به نظر می‌رسد به هیچ‌کدام از این دو منبع تعلق ندارند.
توصیف دنیای طبیعی در سفر پیدایش نیز به جهان‌بینی همان زمان تعلق دارد: جهانی با مرکزیت زمین که در آن نور و زمین پیش از خورشید آفریده شده‌اند و ستارگان، خورشید و ماه به سطحِ گنبد آسمان متصل هستند (باب ۱). اولین زن از دندهٔ اولین مرد آفریده شده است. رنگین‌کمان سلاح عظیم خداست که در ابرها قرار دارد (۹:۱۳).
سفر پیدایش را می‌توان به دو بخش عمده تقسیم کرد: تاریخ اولیهٔ جهان در باب‌های ۱:۱–۱۱:۲۶ و تاریخ نیاکان اسرائیل در باب‌های ۱۱:۲۷–۵۰. در واقع، روایت با داستانِ تمام جهان آغاز می‌شود و با داستان گروهی بسیار کوچک—پسران یعقوب— به پایان می‌رسد. بخش اولیهٔ تاریخ دو بخش اصلی دارد که موازی هم هستند: (۱) خلقت جهان و داستان‌های اولین انسان‌ها نظیر آدم و حوا و (۲) طوفان نوح و پراکندگی بشریت پس از طوفان. این بخش، داستان‌ها و ویژگی‌های مشابهی با اساطیر خاور نزدیک و یونان باستان دارد. به عنوان مثال، حماسهٔ بابلی آترا-هاسیس، قرن‌ها قبل از سفر پیدایش نوشته شده، اما با جزئیات زیادی از روایت تورات هماهنگ است، مثل داستان نوح و عهدی که خدایان پس از آن می‌بندند تا دیگر طوفانی نفرستند.
بخش دوم حاوی داستان ابراهیم و ساره، داستان یعقوب و عیسو و داستان یوسف و برادرانش است (اسحاق پیوند دهندهٔ ابراهیم و یعقوب است و موضوع داستان مستقلی نیست). علی‌رغم مردمحوری داستان‌ها، مادران اسرائیل—ساره، ربه‌کا، راحیل و لیه—نقشی تعیین‌کننده در زمینهٔ تحقق وعدهٔ خدا به قوم دارند. این قصه‌ها بیش از هر چیز به نظر می‌رسد داستان‌های عامیانه و شفاهی باشند؛ بنابراین غالباً دشوار است که در منابع مکتوب فرهنگ‌های دیگر قصه‌های موازی آن‌ها را یافت. ولی مثلاً یعقوب—که نیرنگ‌باز و فریب‌کار است—شاید شباهت‌هایی با «شعبده‌بازان مکار» در سنت‌های سرخپوستان آمریکا داشته باشد.

### خروج
سفر خروج حاوی دو داستان عمده است؛ خروج بنی‌اسرائیل از مصر و عهد بستن با یهوه در کوه سینا. کتاب نامش را از قصهٔ اول دارد و در زبان یونانی بدین نام خوانده می‌شده است. عنوان عبری‌اش «نام‌ها» (שמות، شموت) است، برگرفته از نخستین کلمات متن کتاب (۱:۱–۷، «چنین‌اند نام‌ها»). منظور از «نام‌ها» اسامی فرزندان اسرائیل است. از یک نظر، سفر خروج مستقیماً داستان خاندان یعقوب در مصر را ادامه می‌دهد (پیدایش ۳۷–۵۰). بدین ترتیب یهوه به خاطر پیمانش با نیاکان اسرائیل، بنی اسرائیل را می‌رهاند (۲:۲۴؛ با ۳:۶، ۱۵–۱۶؛ ۴:۵؛ ۶:۲–۴). در نگاهی دیگر، خروج یک کتاب مجزاست که داستان ظهور اسرائیل به عنوان یک قوم و پیمان آن‌ها با خدا را روایت می‌کند. بخش دوم داستان وابسته به بخش اول است: با نجات بردگان اسرائیلی از مصر، خدا این حق را به دست می‌آورد که آن‌ها را برای خودش به بردگی بگیرد (جانشین فرعون شود). نجات اسرائیل از مصر به‌طور کلی در تورات، کتب انبیا و مزامیر به عنوان مثالی از قدرت نجات‌بخش الهی به کار رفته است. در متون دورهٔ تبعید به بابل، بارها از یهوه خواسته می‌شود دوباره برخیزد و مثل داستان خروج، اسرائیل را از رنج نجات دهد.
جزئیات داستان اغلب با هم در تضاد هستند یا معنای روشنی ندارند. به عنوان مثال، اگرچه گفته شده بنی اسرائیل در سرزمین جوشن جدا از دیگران زندگی می‌کردند (مثلا پیدایش ۴۷:۱–۶؛ خروج ۸:۲۲؛ ۹:۲۶)، آن‌ها اشیای ارزشمند و جواهرات همسایگان مصری خود را غارت می‌کنند (۳:۲۱–۲۲) و خدا مجبور است از خانه‌های اسرائیلی عبور کند تا به خانه‌های مصری برسد و نخست‌زادگانشان را بکشد (۱۲:۱۲–۱۳). پدرزن موسی گاهی رئوئیل و گاهی یترون خوانده می‌شود و کوهی که یهوه بالایش تورات را به موسی می‌دهد دو نام متفاوت سینا و حوریب دارد. تفاوت‌هایی در واژگان، سبک ادبی و دیدگاه‌های اعتقادی نیز در آن دیده می‌شود. نتیجتاً، سفر خروج را می‌توان ترکیبی از جریانات و روایاتی یافت که در طول قرن‌ها توسط شمار نامعلومی از راویان و نویسندگان ناشناس شکل گرفته است.
تاریخی بودن داستان خروج محل تردید است، تا حدی به دلیل رشته‌های ادبی متعددی که قرن‌ها پس از رویدادهایی که ادعا می‌کنند توصیف کرده‌اند، به هم بافته شده‌اند. خود رویدادها—که شامل فرار نیروی کار فرعون، اختلال در کشاورزی مصر و کشته شدن بسیاری از مصری‌هاست—در منابع مصری ذکر نشده است. به همین ترتیب، موسی که تورات با چنین صفات محیرالعقولی توصیفش کرده، در منابع معاصرش اصلاً ذکر نشده است. هیچ اثری هم از گروه بزرگی که از شبه‌جزیره سینا عبور کرده باشند، در کاوش‌های باستان‌شناسی پیدا نشده است. علاوه بر این، نکات مختلف داستان هم باورپذیر نیستند — مانند معجزات انجام شده در مصر، تعداد بسیار زیاد افرادی که گفته می‌شود مصر را ترک کرده‌اند و حجم عظیم فلزات گران‌بها (مثلاً حدود ۱۱۳۰ کیلوگرم طلا) که برای ساخت میشکان استفاده شد. تقریباً هیچ‌یک از مکان‌های مذکور در خروج، از جمله کوه مقدس، نمی‌توانند با مکان‌های کشف شده در سینا یا با نام‌های شناخته شده از سایر منابع وفق داده شوند. با این حال، حضور خارجیان به عنوان برده در خدمت فرعون مصر، امری معمول بوده است. کارول مایرز می‌گوید شاید یک گروه کوچکی از این بردگان موفق به فرار شدند و این چنان دستاورد غیرمعمولی بود که آنان یا رهبرشان (در اینجا، موسی) آن را به کمک الهی نسبت دادند و وقتی وارد کنعان شدند، قصهٔ این خدا را ترویج کردند.

### لاویان
این کتاب نام مرسوم خود را از ترجمهٔ باستانی یونانی تنخ—یعنی هفتادگانی—گرفته است و آنجا «لاویان» نامیده شده زیرا مطالب اصلی آن دربارهٔ برگزاری مراسم و آئین‌های مذهبی است به رهبری کاهن اعظم هارون و فرزندانش—که متعلق به طایفهٔ لاوی هستند. عنوان ربانی قدیمی کتاب، «دستورالعمل کاهنان» (تورات کوهانیم در عبری) بوده است. نام عبری فعلی آن ויקרא (وییقرا؛ «و او [یهوه] می‌خواند») است که به رسم نام‌گذاری آثار ادبی خاور نزدیک باستان بر اساس کلمات آغازینش خوانده می‌شود.
سفر لاویان خودش را سخنان یهوه به موسی می‌نمایاند، ولی پژوهشگران معاصر کتاب را بخشی از منبع کاهنی بزرگ‌تری در تورات می‌یابند که در پیدایش-اعداد نیز به کار رفته است و چنین نام گرفته زیرا محتوا، مطالب الهیاتی و سبک ادبی آن بازتاب‌دهندهٔ دیدگاه‌های کاهنان است. این منبع توسط چندین نویسندهٔ ناشناس یا گروه‌های نویسندگان نوشته شده است و در سفر لاویان به دو لایهٔ اصلی که اصطلاحاً «پی» (باب‌های ۱–۱۶) و «اچ» (باب‌های ۱۷–۲۶) نام گرفته‌اند، تقسیم می‌شود.
پژوهش‌های اخیر نشان داده‌اند که «اچ» برای بازنگری و تکمیل لایهٔ قدیمی‌تر پی—که ساختار روایی کلی و طرح داستان را نهاده— تدوین شده است. «اچ» به‌طور کلی با اساطیر و عقاید مذهبی «پی» موافق است و بسیاری از مطالب جدید آن برای ایجاد همخوانی میان مطالب «پی» و احکام غیرکاهنی تورات الحاق شده‌اند. به عنوان مثال، در «پی» تنها کاهنان مقدس هستند، ولی در تثنیه همهٔ اسرائیل. «اچ» بین این مواضع واسطه‌ای ایجاد می‌کند به این ترتیب اسرائیلیان عادی می‌توانند از طریق اطاعت از فرمان‌ها الهی به تقدس کاهنان برسند.
محققان روش‌های مختلفی برای تشخیص زمان نگارش کتاب لاویان پیشنهاد کرده‌اند. یکی از این روش‌ها، بررسی تطابق بین بخش‌های «اچ» و احکام سفر تثنیه است. شواهد قوی نشان می‌دهد حداقل هستهٔ اصلی تثنیه در اواخر قرن هفتم قبل از میلاد به وجود آمده است (پایین‌تر را ببینید). از آنجا که «اچ» به نظر می‌رسد این هستهٔ تثنیه را بازنگری کرده باشد، پس باید بعد از تثنیه نوشته شده باشد. لایهٔ «پی» در لاویان—که قبل از «اچ» وجود داشته—تطابق کمی یا هیچ تطابقی با تثنیه ندارد و محتملا معاصر یا قدیمی‌تر از تثنیه است؛ بنابراین، لاویان، مانند سایر کتب تورات، طی دورهٔ طولانی تدوین شده است: چندی از سنت‌های پیشاتبعیدی را حفظ کرده، اما شکل مکتوب آن احتمالاً در دوران تبعید یا پس از تبعید به وجود آمده است. تشابه میان لاویان و کتاب حزقیال (محصول دورهٔ تبعید) نیز این دیدگاه را تأیید می‌کند.

### تثنیه

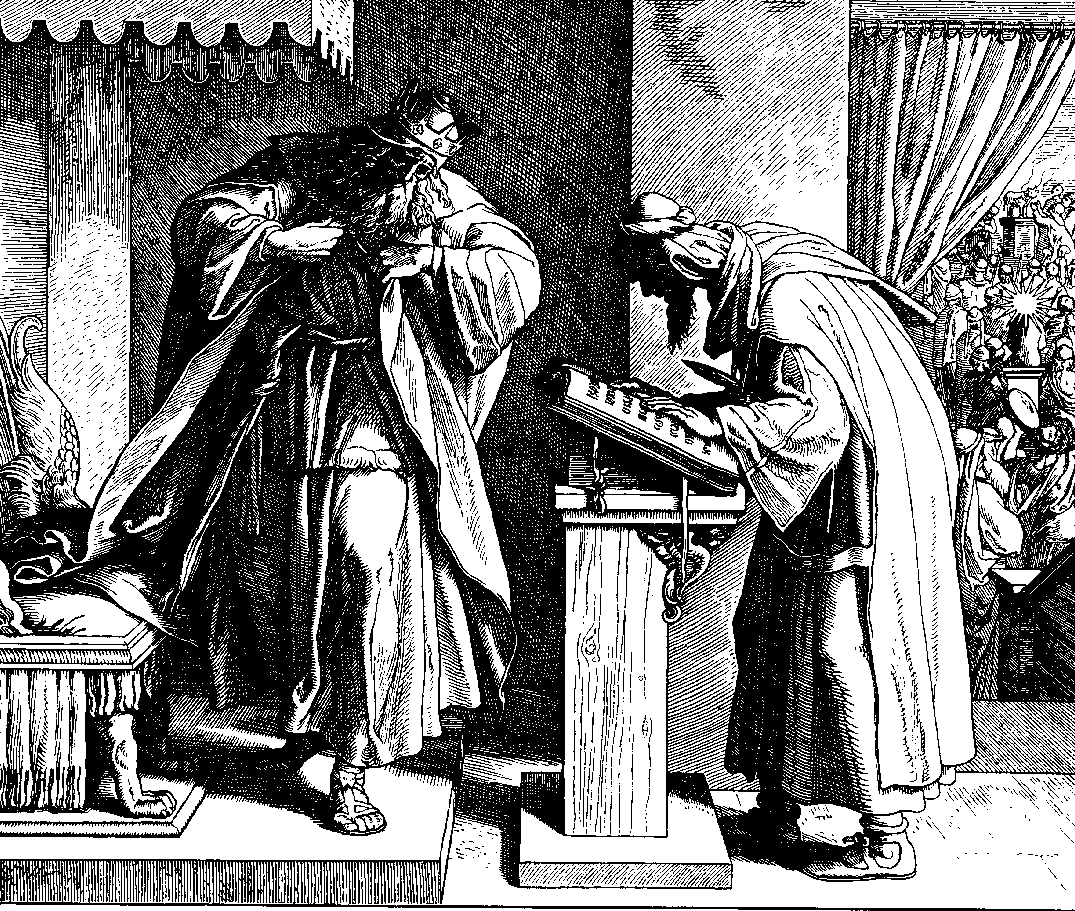
یوشیا، پادشاه یهودا، در واکنش به حملات آشور اصلاحات عظیمی بر دین کشور خود اعمال کرد و آن را به لوح تورات نویافته‌ای نسبت داد. امروزه محققان سفر تثنیه را همان تورات یوشیا می‌دانند. طرحی از قرائت تورات برای یوشیا.

نویسندگان سفر تثنیه با مسئلهٔ تنش میان سنت‌های گذشتگان و نیازهای نسلِ معاصرشان روبرو بودند؛ این کتابی است که از خوانندگانش می‌خواهد در فرضیاتشان دربارهٔ زمان، کتاب مقدس و دین بازاندیشی کنند. البته تثنیه همچنین متنی عمیقاً سنتی است که بیش از هر کتاب دیگری در تَنَخ بر یهودیت اثرگذار بوده است و بسیاری از ادعیه و آیین‌های یهودیت—از جمله بشنو ای اسرائیل که مهم‌ترین دعای یهودیت است—ریشه در آن دارند. نام عبری این کتاب דברים (دِواریم) به معنای «سخنان» است، برگرفته از اولین واژگان متن کتاب («این است سخنانی که موسی…»). «تثنیه» ریشه در ترجمهٔ یونانی دارد و به معنای «شریعت ثانی» است؛ این عنوان بازتاب‌دهندهٔ اعتقادی است مبنی بر اینکه که تثنیه بازگویی موسی از شریعتی است که پیش‌تر در سفر خروج اعطا شده بود. علی‌رغم این دیدگاه و نیز آنچه کتاب خود را می‌نمایاند، تثنیه اثر موسی نیست، بلکه به احتمال بیشتر، هستهٔ اصلی کتاب در طول سدهٔ هفتم پیش از میلاد توسط کاتبانی که در خدمت دربار سلطنتی اورشلیم بودند نوشته شده است. در واقع شباهت‌های آشکاری میان الزامات مذهبی و فقهی که فقط در این کتاب هستند و شرح اصلاحات عظیم مذهبی یوشیا پادشاه یهودا در ۶۲۲ ق‌م وجود دارد. حتی کتاب دوم پادشاهان ۲۲:۸ می‌گوید آن اصلاحات زمانی آغاز شد که «لوح تورات» را در معبد کشف کردند. اصلاحات یوشیا تقدیم قربانی را به اورشلیم محدود کرد و عناصر بیگانه را از دین کشورش زدود؛ این اصلاحات با نخستین عید ملی پسح در معبد اورشلیم (دوم پادشاهان، باب‌های ۲۲ تا ۲۳) به اوج خود رسید. ابتکارات این پادشاه به روشنی با تثنیه مطابقت دارند؛ بنابراین پژوهشگران از دیرباز «لوح تورات» یافت‌شده در زمان یوشیا را سفر تثنیه دانسته و آن را قرن هفتم ق‌م نسبت داده‌اند.
اصلاحات یوشیا، به واسطهٔ تثنیه یا نسخهٔ دیگری از آن، با بخش‌های دیگر تنخ؛ مثلاً تقدیم قربانی توسط ابراهیم در شکیم و بث‌ئیل (پیدایش ۱۲:۷–۸)، یعقوب در بث‌ئیل (پیدایش ۳۵:۱–۷) و سموئیل در بیت‌لحم (اول سموئیل ۱۶:۱–۵)؛ تعارض دارد. این اصلاحات در اثر گسترش هژمونی آشور انجام شدند؛ بخش بزرگی از قلمروی پیشین یهودا از دست رفته و در اثر ائتلاف‌های سیاسی، عناصر خارجی وارد معبد اورشلیم شده بود. نتیجتاً، اصلاحات یوشیا تلاشی برای حفظ فرهنگ و دین یهودا بوده است. تثنیه احکام خود را به قلمروی پادشاهی شمالی اسرائیل—که توسط آشور نابود شده بود—تعمیم داده و نویسندگانش اشکال پیشین عبادت یهوه را دیگر ممکن نمی‌یافتند. احکام دینی جدیدی که تثنیه پیش می‌گذارد در باب‌های ۱۲–۲۶ هستند و آن‌ها را عهد قوم با خدا می‌داند. این عهد، شباهت ساختاری بسیاری به عهدنامه‌های آشوری این دوره دارند. با این حال، نویسندگان تثنیه کتاب را نه از جانب خودشان، که از زبان موسی معرفی می‌کنند. نسبت دادن چنین آثاری به اشخاص مقبول امر رایجی بوده است.

## تورات و تاریخ

### ابراهیم و یعقوب: از نیاکان دو قوم متفاوت تا پدربزرگ و نوه

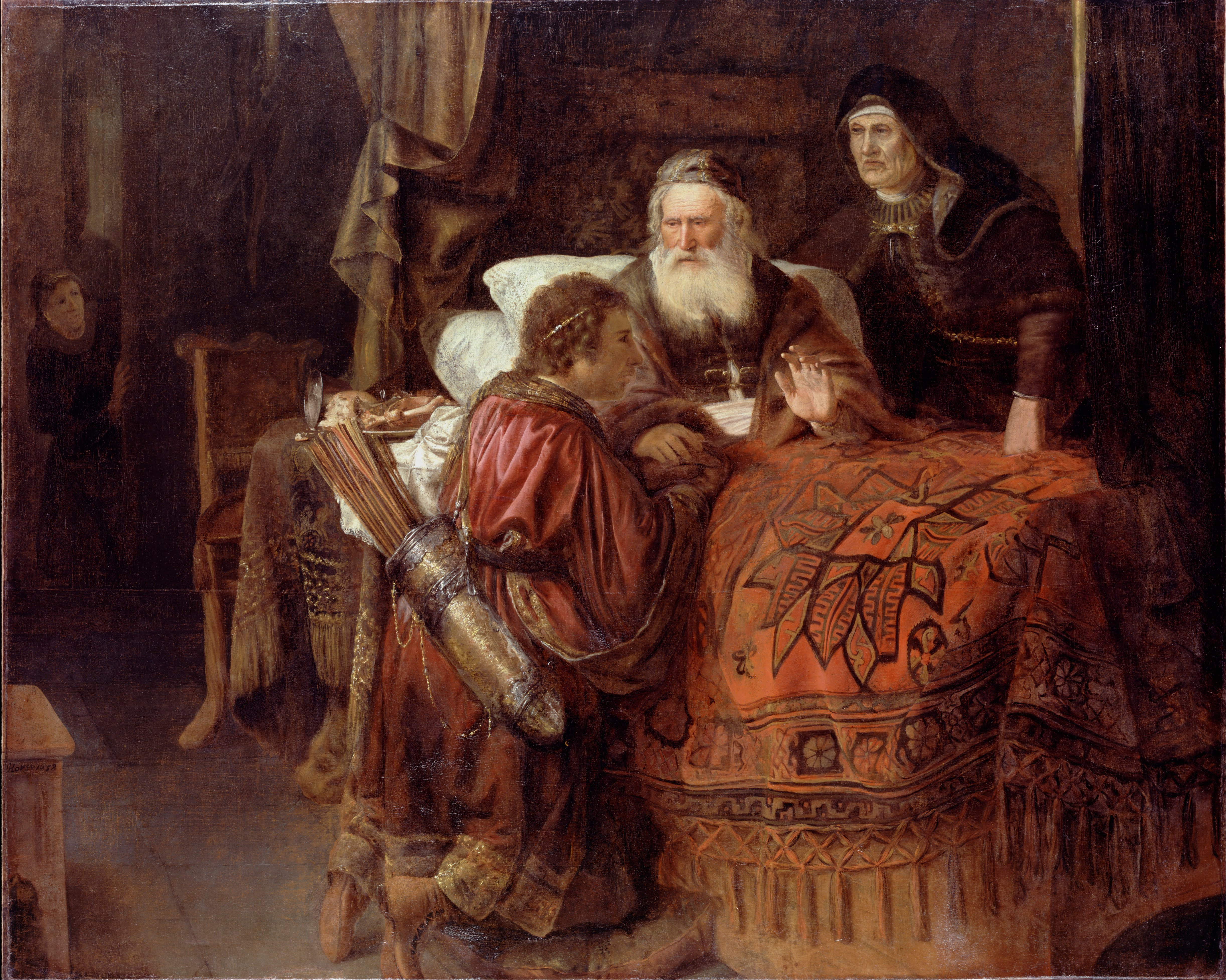
یعقوب (جد اسرائیل) با نیرنگ برکتی که اسحاق (از اجداد یهودا) می‌خواست به عیسو (جد ادوم) بدهد را می‌دزدد. پژوهشگران امروزه اعتقاد دارند رابطهٔ خویشاوندی میان یعقوب با ابراهیم (از اجداد یهودا) و اسحاق بین سال‌های ۷۲۰ تا ۵۸۶ ق‌م توسط دولت یهودا و برای ایجاد پیوند قومی میان پناهندگان اسرائیلی و بومیان یهودا ساخته شده است.

داستان‌های یعقوب در تورات احتمالاً حاوی دو لایهٔ مجزا هستند که هر کدام شرایط و محیط متفاوتی در عصر آهن را منعکس می‌کنند. برخی مورخان مثل اسرائیل فینکلشتاین اعتقاد دارند دستهٔ قدیمی‌تر اساطیر یعقوب به اواخر هزارهٔ دوم قبل از میلاد برمی‌گردند و شفاهی نقل می‌شدند. این داستان‌های اولیه از نظر جغرافیایی در قلمروی پادشاهی شمالی اسرائیل در حوزهٔ رود یبوق در گیلاد—منطقه‌ای به وسعت ۵۰۰ کیلومتر مربع در شمال فرااردن—ریشه داشتند و روزگاری در قرن دهم قبل از میلاد را بازتاب می‌دهند که اسرائیلیان و آرامیان در کنار هم زندگی می‌کردند و برای تعیین مرزها در منازعه بودند. مصفه (مکانی که یعقوب با لابانِ آرامی پیمان بست و مرز را تعیین کرد)، پنوئیل و سوکوت از مناطق کلیدی دربارهٔ منشأ روایات یعقوب هستند. داستان تورات در مورد معبدی که یعقوب در پنوئیل می‌سازد، احتمالاً قدیمی‌ترین مطلب موجود دربارهٔ اوست. این اساطیر شفاهیِ محلی دربارهٔ «پدر یعقوب» احتمالاً ابتدا در معبد ئیل خدای بزرگ کنعانی در پنوئیل رایج بودند تا اینکه زمانی مکتوبشان کردند.
لایهٔ دوم یعقوب منعکس‌کنندهٔ دوران شاه یربعام دوم در قرن هشتم قبل از میلاد است. این داستان‌ها یعقوب را به بث‌ئیل پیوند می‌دهند که مکان مهمی برای معبد در پادشاهی یربعام بود. شواهد باستان‌شناسی نشان می‌دهد بث‌ئیل در این زمان رونق داشته، حال آنکه در ادوار قبل و بعد از آن چنین اثری یافت نشده است. حتی رؤیای یعقوب در بث‌ئیل با مفاهیم مذهبی آشوری-بابلی این دوره هماهنگ است. این لایه احتمالاً نمایانگر اولین باری است که اسطوره‌های یعقوب مکتوب شدند، شاید در هر دو مکان بث‌ئیل و پنوئیل. اما اینکه پشت داستان یعقوب و برادرش عیسو (جد ادوم) چه وقایعی پنهان است، همچنان روشن نیست — یکی از نظریات این است که یهوه در اصل خدایی ادومی بوده است.
همان‌طور که در پادشاهی شمالی اسرائیل اساطیر اولیهٔ یعقوب در ارتباط با مکان‌های مقدسی مانند بث‌ئیل و پنوئیل وجود داشت، اساطیر مشابه و البته رقیبِ روایت یعقوب دربارهٔ شخصیتی اسطوره‌ای به نام ابراهیم نیز در مرکز پادشاهی یهودا ریشه داشته‌اند. احتمالاً قدیمی‌ترین اساطیر ابراهیم از مکانی مقدس به نام بلوط ممری نزدیک حبرون، یکی از مراکز عمدهٔ جمعیتی منطقه کوهستانی از دوره آهن عصر آهن دوم به بعد، منشأ گرفته‌اند. شاید حتی روایتی دربارهٔ دفن ابراهیم در این منطقه نیز وجود داشته است، چون روایت دفن او در غار مخپلا از منبع «پی» و بسیار متاخر است و احتمالاً زمانی شایع شده که ممری دیگر در قلمروی یهودا نبوده است.
بسیاری از داستان‌های تورات به نظر شاهدی هستند بر اینکه شخصیت ابراهیم قدیمی‌تر از پادشاهی یهودا نبوده است؛ تورات برای عمون و موأب، شهرهایی در دشت نزدیک دریای مرده و همسایه پادشاهی یهودا، نسل شرم‌آوری (دختران لوط پدرشان را مست کردند و از او حامله شدند تا موأب و بن‌عمی را بزایند) و آنان را خویشاوندان ابراهیم می‌نماید. دلیلی ندارد قصهٔ لوط و دخترانش را در زمان هخامنشی درست کرده باشند، زیرا موأب و عمون دیگر وجود نداشتند. داستان سفر ابراهیم و اسحاق به فلیسطیه می‌تواند ارجاعی به مناقشات مرزی با شهر جرار در قرن ۷ پیش از میلاد یا پیشتر باشد و ابیملک پادشاه جرار محتملا ارتباطی با اَحی‌ملکی پادشاه اشدود داشته است. ارتباط میان اسماعیل و طوایفی که منابع آشوری «شوموئیل» نامیده‌اند نیز با بافت قرن هفتم ق‌م که یهودا تحت سلطهٔ آشور بوده، تطابق دارد. اسماعیل را پسر ابراهیم (جد یهودا) معرفی کردند تا گسترش ارضی پادشاهی یهودا را توجیه کنند.
علاوه بر این، به نظر می‌رسد اسحاق نیز نیای دومی بوده که در درهٔ بئرشبع در جنوب تکریم می‌شده است. از این زمان که سکونتگاه‌های یهودی در بئرشبع افزایش پیدا کرده‌اند، دیگر ابراهیم دو پسر داشته است. در مجموع، احتمالاً اسطورهٔ ابراهیم دوره‌ای طولانی را توصیف می‌کند، ولی قبل از قرن ۸ پیش از میلاد که جمعیت یهودا رو به افزایش بوده، ظهور نکرده است. سپس برای اولین بار در اواخر قرن ۷ پیش از میلاد به صورت مکتوب ثبت شده است. همانند داستان‌های یعقوب، این سنت‌ها در قرون بعدی نیز گسترش پیدا کردند.
اجماع قابل توجهی میان پژوهشگران وجود دارد که یعقوب را اولین بار پناهندگان اسرائیلی بعد از تسخیر سامریه توسط آشور با خود به یهودا بردند، خاصه بین سال‌های ۷۲۰ تا ۵۸۶ قبل از میلاد. تنها از این نقطه به بعد است که امکان ترکیب آن‌ها با داستان‌های نیای یهودا — ابراهیم — به وجود آمده است. پس از سیل پناهندگان اسرائیلی به جنوب، پادشاهان یهودا خود را حاکم مملکتی یافتند که جمعیتی متشکل از گروه‌های مختلط جنوبی و شمالی بوده است – و این مملکت نیازمند ایجاد وحدتی بوده که با ترکیب اساطیر جنوبی و شمالی به دست آمده است. ایجاد خویشاوندی میان ابراهیم و یعقوب تصمیمی عامدانه و دولتی بوده و از همان ابتدا به صورت مکتوب انجام شده است. در شجره‌نامهٔ جدید همچنین یهودا (ابراهیم و اسحاق) در صدر قرار گرفته و یعقوب در انتهای آن (او نوهٔ ابراهیم است و پسر اسحاق) و هدف از این ترتیب زمانی این است که داستان‌های یعقوب تابع داستان‌های ابراهیم باشند – به بیان دیگر، پادشاهی اسرائیل (که دیگر وجود نداشت) حالا تابع یهوداست.

### موسی و داستان خروج

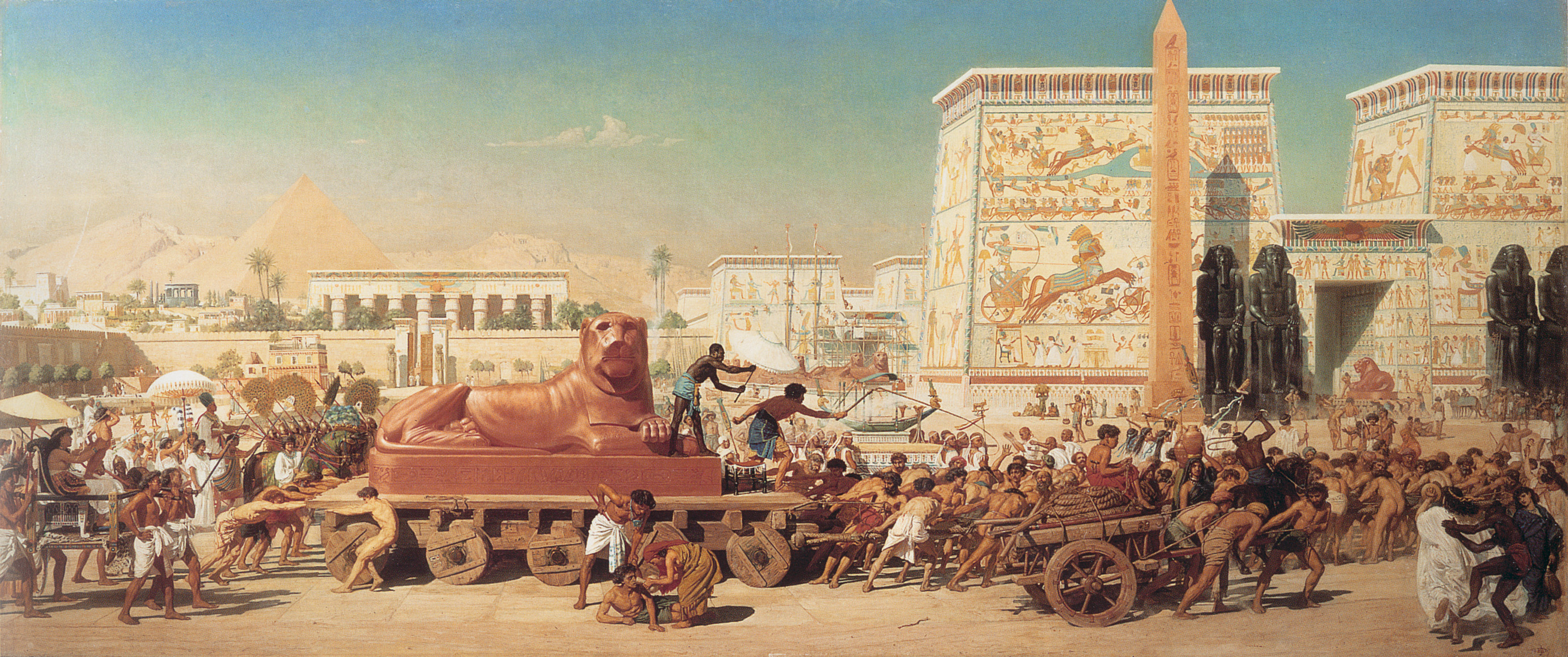
خروج از مصر افسانهٔ اجدادی است که در مناطق شمالی اسرائیل، به‌طور مشخص سامریه، ریشه دارد. نقاشی اسرائیل در مصر (ادوارد پوینتر، ۱۸۶۷)

داستان خروج هم در ابتدا افسانهٔ اجدادی شمالی دیگری بوده است. هیچ اشاره‌ای به موسی و خروج اسرائیلیان در اسناد و منابع مصری نشده است. نیز هیچ مدرک باستان‌شناسی وجود ندارد که مهاجرت گروهی خارجی به اسرائیل در آغاز تاریخش را تأیید کند. امروزه نظر باستان‌شناسان چنین است که بنی‌اسرائیل گروهی بومی بودند که در آغاز خدایان کنعانی را می‌پرستیدند و فرهنگ کنعانی داشتند. تنها تفاوت عمده میان سکونت‌گاه‌های اسرائیلی و کنعانی این است که در سکونت‌گاه‌های اسرائیلی استخوان خوک یافت نشده است.
اما در ربط با داستانی که امروزه در تورات وجود دارد، نسخهٔ فعلی این قصه محصول دورهٔ هخامنشی است. در آن زمان یهودیان حضوری در تپه‌های جنوبی حبرون یا درهٔ بئرشبع نداشته‌اند. لذا دانش کاهنان و نویسندگان «منبع پی» از بیابان جنوبی در بهترین حالت باید مخدوش بوده باشد، ولی نام‌های مناطقی که در روایت سرگردانی در بیابان ذکر شده‌اند، صحت خوبی دارند محتملا بر پایهٔ منابعی هستند که روزگار قدیمی‌تری را منعکس می‌کنند. یهودا در دهه‌های پایانی تاریخ خود، پس از عقب‌نشینی آشوریان از منطقه، همچنان به شدت در درهٔ بئرشبع و در قادش بارنیا حضوری گسترده داشته است و این بدان معنی است که یهودیان در آن عهد به خوبی با منطقه آشنا بودند. حال سؤالی ایجاد می‌شود: چرا در داستانی شمالی چنین تأکیدی بر بیابان‌های جنوبی وجود دارد؟
فینکلشتاین جواب را در سایت باستان‌شناسی کونتیلت عجرود می‌یابد؛ یافته‌ها نشان می‌دهند در نیمهٔ اول قرن هشتم ق‌م اسرائیل بر مسیر تجارت بیابانی در شمال شرقی سینا مسلط بوده است. کتیبه‌ها و نقوشی که در این محوطه کشف شده‌اند، به حضور پررنگ یک پادشاه اسرائیلی—احتمالاً یربعام دوم—اشاره دارند. مهم‌ترین مسئله، ذکر نام «یهوهٔ تیمان» و یهوهٔ سامریه» در این کتیبه‌هاست. به نظر می‌رسد پرستشگاه کونتیلت عجرود به یهوهٔ تیمان، یعنی یهوهٔ مناطق خشک جنوبی، اختصاص داشته است. یهوهٔ سامریه نیز احتمالاً باید خدایِ حامی پایتخت پادشاهی شمالی باشد. پادشاهی شمالی دو افسانهٔ اجدادی داشته – یعقوب و روایت خروج و سرگردانی در بیابان. لایه قدیمی‌تر داستان‌های یعقوب آشکارا در بث‌ئیل و پنوئیل تبلیغ می‌شده است (بخش بالاتر را ببینید). در نتیجه، روایت موسی و خروج از مصر می‌توانسته متعلق به سامریه باشد و ارتباط قوی کونتیلت عجرود با پادشاه اسرائیل به نظر می‌رسد این نظر را تأیید می‌کند.

## در ادیان دیگر

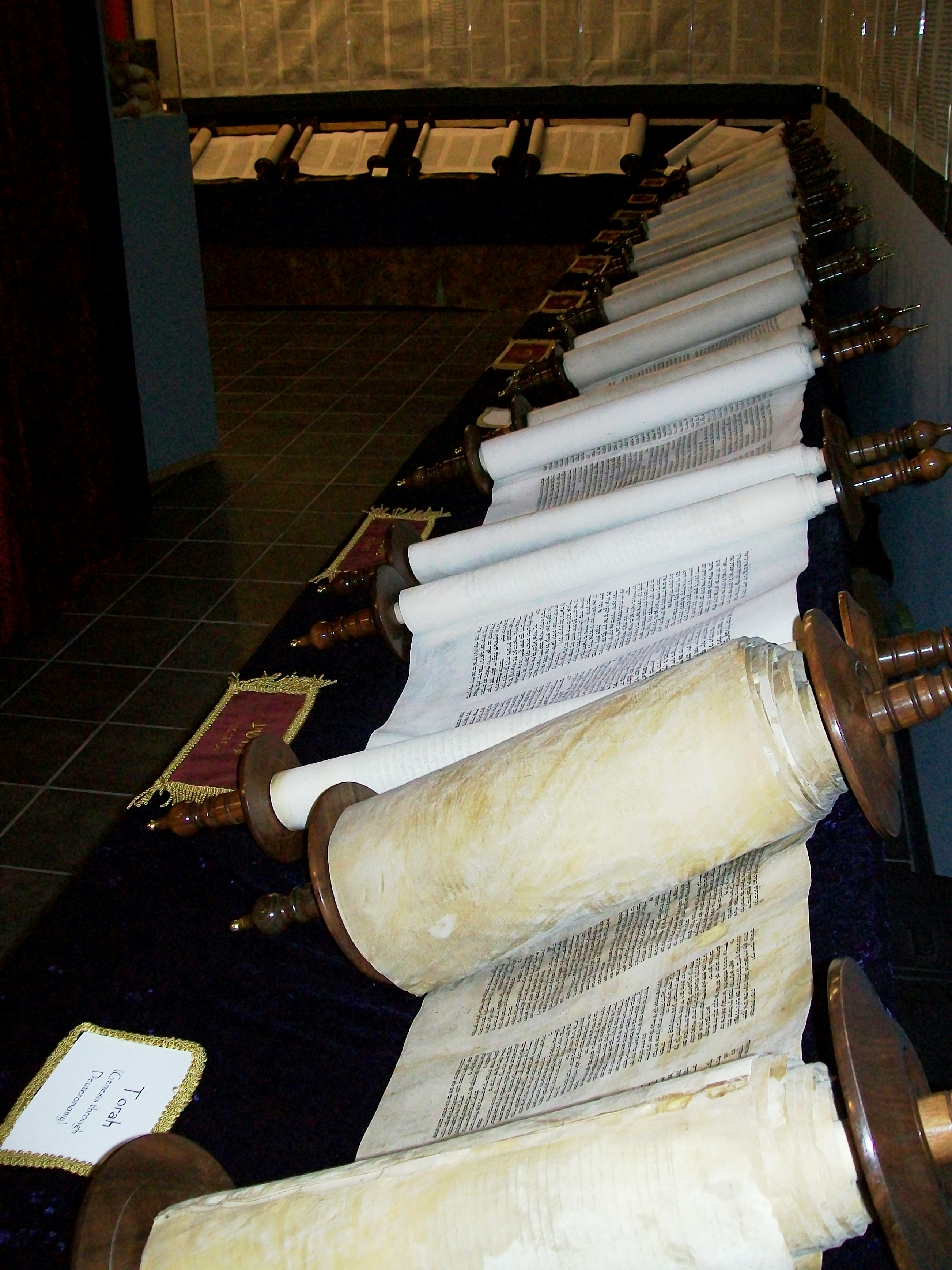
تصویری از تورات در ادبیات به زبان دیگر

### اسلام
در قرآن، ۱۸ بار از این کتاب با نام تورات و چند مرتبه با اصطلاحات دیگری یاد شده است. اصطلاح «قرآن» در آیهٔ ۹۱ سورهٔ حجر به تورات هم اطلاق شده است. املای عربی نام کتاب به شکل «تورات» مستقیماً یا غیرمستقیم از کلمهٔ عبری תּוֹרָה مشتق شده است، ولی مفسرین مسلمان برای اثبات اینکه قرآن حاوی کلمات غیرعربی نیست، آن را از ریشهٔ عربی و-ر-ی به معنای آتش زدن—در معنای نورِ تورات—تعبیر کرده‌اند. برخی مفسران مانند فخر رازی و زمخشری این ریشه‌شناسی را رد کرده و اصل غیرعربی آن را پذیرفته‌اند. گرچه در قرآن، تورات بیشتر در معنای کتاب موسی به کار رفته، اما در ادبیات اسلامی بعدی، اغلب در معنای کل کتاب مقدس یهودی استعمال شده است. در اکثر آیات قرآن، اشارات به تورات با «انجیل» همزمان است. قرآن می‌گوید تورات پیش از این توسط عیسی تأیید شده بود و اکنون دوباره توسط وحی جدیدی که بر محمد نازل شده تأیید و روشن می‌شود. در آیات متعددی، تورات تحت عنوان کلی «کتاب» خطاب شده است. این آیات در سوره‌های مکی و مدنی یافت می‌شوند، ولی همهٔ آیاتی که کلمهٔ «تورات» را به کار برده‌اند—غیر از اعراف ۱۵۷—به سوره‌های مدنی منسوب است. «صحف»، «فرقان» و «الواح» دیگر نام‌هایی هستند که قرآن به تورات داده و گفته بالای کوه بر موسی نازل شده است.
احتمالاً نویسندهٔ قرآن به‌صورت مستقیم با خود تورات آشنا نبوده، زیرا می‌گوید در تورات به کسانی که جهاد کشته شوند وعدهٔ بهشت دادیم، ولی بهشت و جهنم در تورات وجود ندارد (همهٔ مردگان به شئول می‌روند). در قرآن، انکار تورات با انکار قرآن مرتبط دانسته می‌شود. می‌گوید بنی اسرائیل با زیرپا گذاشتن پیمان خود، مثل اقوام دیگری که خدا پیامبرانی به سوی‌شان فرستاده بود، رفتار کردند و محمد نیز در طول رسالت خود با واکنش مشابهی مواجه خواهد شد. در قرآن آمده یهودیان انکار کردند که بر محمد وحی نازل می‌شود و خواستار شدند کتابی مانند آنچه به موسی داده شده بود، بیاورد. قرآن پاسخ می‌دهد بنی اسرائیل وقتی موسی کتاب خود را آورد نیز قانع نشدند و در عوض خواستار دیدن خدا بودند. نیز می‌گوید به اهل کتاب بگویید خدای محمد و خدای شما یکی است، ولی واکنششان منفی بود و تنها تعداد اندکی ایمان آوردند. اما آن‌ها باید این پیام (یا شاید خود محمد) را می‌شناختند، همان‌طور که پسران خویش را می‌شناسند. علی‌رغم تمام این‌ها، قرآن به محمد می‌گوید در صورت شک بر آنچه خدا بر او نازل کرده، از اهل کتاب مشورت بگیرد.
قرآن چند بار بنی اسرائیل، یهودیان و اهل کتاب را به تحریف تورات و جا زدن نوشته‌های خود به عنوان وحی الهی متهم می‌کند. آنان در قرآن متهم به «اختلاط حقیقت و باطل»، «پنهان کردن حقیقت»، «مخفی کردن بخشی از کتاب» و «چرخاندن زبان هنگام تلاوت کتاب» شده‌اند. ریشهٔ این اتهامات ممکن است این باشد که یهودیان موافق نبودند محمد در کتاب آنان ذکر شده است. از آنجا که قرآن به‌طور صریحی بیان نمی‌کند چگونه، کِی و توسط چه کسی این تحریف صورت گرفته، تفسیرهای متفاوتی دربارهٔ آیات مربوط به وجود آمده است؛ مثلاً گفته شده یهودیان تورات را تغییر ندادند، فقط اشتباه تعبیرش می‌کنند. مسلمانانی که قائل به این تفسیر بودند و باور داشتند یهودیان تورات اصلی را در اختیار دارند، فرض می‌کردند ارجاعات به محمد که در آیهٔ ۱۵۷ سورهٔ اعراف آمده، را می‌توانند در تورات بیابند. حتی از میان مفسرانی که تورات را کتابی مخدوش و غیرقابل اعتماد می‌دانستند هم کسانی مدعی شدند در آن ارجاعاتی به محمد و امت و دین او در تورات پیدا کرده‌اند، با این توضیح که خدا این بخش‌های خاص را از تحریف مصون نگه داشته است.

## ترجمه
در قرن دوم یا سوم قبل از میلاد تورات به زبان «یونانی کوئیس» ترجمه شد و در طی قرن‌ها بقیه کتاب نیز ترجمه شدند. این ترجمه را هفتادگانی یا سبعینه می‌نامند و توسط یهودیان یونانی‌زبان و سپس مسیحیان بسیار مورد استفاده قرار می‌گرفته است.  
درنهایت تعدادی متن بسیار مشابه تهیه شد که به هر یک از آن‌ها متن‌های مازورتی (TM) می‌گویند.
مازورت‌ها «حروف صدادار» (با نام «نیکود») را به متن اضافه کردند تا متن اصلی از یکنواختی خارج شود. 
برخی از این ملحقات در زبان یونانی به متن اصلی اضافه شده و بقیه هم ترجمه‌های عبری کتاب‌ها و متونی هستند که در متون مازورتی وجود نداشته‌اند. کشفیات جدید نشان می‌دهد که بیشتر مطالعات سپتاجینت منشأ عبری دارند درحالی‌که دست نوشته کاملی از متون عبری وجود ندارد که سپتاجینت برپایه آن شکل گرفته است اما بسیاری از متفکران معتقدند که متون عبری یک «جهش» متن از متن اصلی متون مازورتی را به تصویر می‌کشند.
همچنین یهودیان ترجمه‌های آزادی را به زبان آرامی تهیه کردند که آن‌ها را ترجم می‌نامیدند. سپتاجینت (ترجمه یونانی که توسط الکساندر در مصر و در دوران حکومت تولمائیک‌ها انجام شد) در مقابل متن مازورتی مورد توجه کمتری قرار گرفت تامتن مازورتی بتوان به عنوان متن اصلی عهد عتیق برای ترجمه به زبان‌های غربی عرض‌اندام کند و این روند از زمان ترجمه کتاب ولگاته توسط جروم تاکنون ادامه یافت. در مسیحیت شرقی هنوز ترجمه‌هایی وجود دارند که متن اصلی آن سپتاجینت بوده است در برخی از ترجمه‌های غربی مدرن از سپتاجینت برای تشریح بخش‌هایی از متن مازورتی که به نظر می‌رسید در هنگام نوشتن با غرض ورزی نویسندگان روبرو شده و تحریف شده‌استفاده می‌شود همچنین گاهی در این ترجمه‌ها از متن پیمایش دریای ساکن نیز استفاده شده است.
تعدادی از کتب تثنیه مقدس که بخشی از سپتاجینت یونانی هستند اما درکتاب مقدس عبری وجود ندارند را آپوکریفا می‌نامند. اغلب پروستان‌های مدرن آپوکریفا را به عنوان کتب مقدس در نظر نمی‌گیرند اگر چه حدود سال ۱۸۲۰ کتب مقدس پروتستان این مطالب را درخود جای داده بودند. با این وجود اغلب مسیحیان (شامل اعضا کلیسای کاتولیک روم، کلیسای ارتدوکس شرق و کلیساهای ارتدوکس خاور) آپوکریفا را بخشی از عهد عتیق می‌دانند. کلیسای کاتولیک روم هفت کتاب از این دسته شامل (کتاب توبیت، کتاب جودیت، مکابیان ۱، مکابیان ۲، خرد سلیمان، کتاب واعظ وکتاب باروخ و همچنین بخش‌هایی ازکتاب استر وکتاب دانیال را جزء عهد عتیق می‌داند. کلیساهای ارتدوکس تعدادی کتاب دیگر مانند مکابیان ۳، زبور ۱۵۱-۱۵۵، اسدراس ۱، اودس، زبور سلیمان و گاهی مکابیان ۴ را در این عهد قرار می‌دهند.

## قرائت

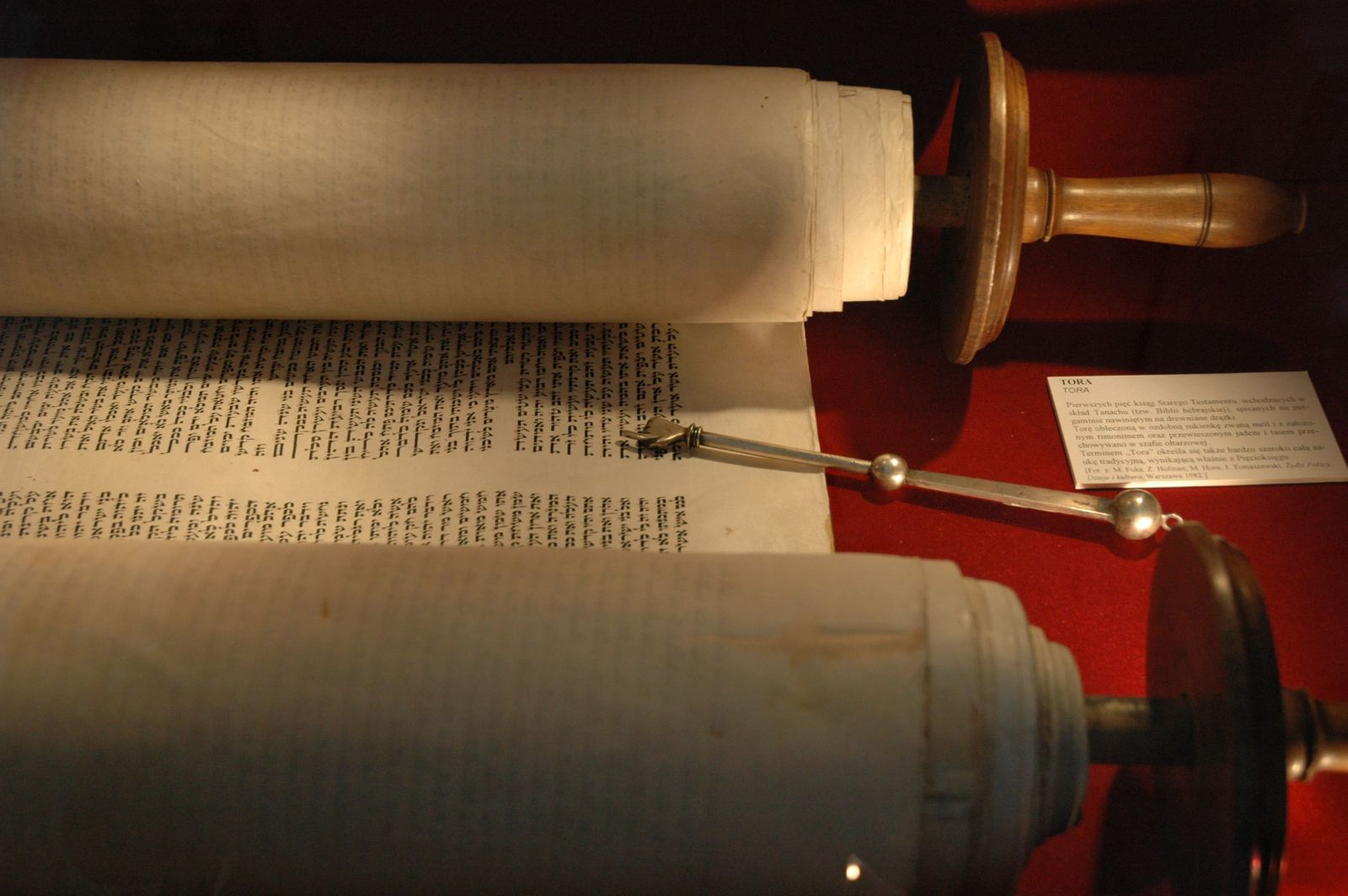
طومار تورات که به منظور تشریفات مذهبی در یک کنیسه، گشوده شده است.

تورات شامل ۶۱۳ فرمان از جانب خداوند است که این فرمان‌ها به «میتس وات» معروفند و از زمان بردگی در سرزمین مصر تا زمان آزادی در سرزمین کنعان به صورت وحی بر پیامبران نازل شده‌اند. این فرمان‌ها پایه قانون مذهبی یهودیان (هلاخاء) را تشکیل می‌دهد. به ۱۰ تا از بهترین این فرمان‌ها، ده فرمان گفته می‌شود.
تورات از ۵۴ بخش تشکیل شده که به ترتیب در آیین عبادت یهودیان قرائت می‌شود و از ابتدای کتاب پیدایش تا انتهای کتاب تثنیه را در بر می‌گیرد. این قرائت در پایان بخش سکوت مجدداً آغاز می‌گردد که این بخش را «تورات سیمکات» می‌نامند.
یهودیان تورات را بر روی پوست یک حیوان حلال گوشت و توسط یک نویسنده و طی یک کار طولانی و پرزحمت می‌نویسند و این نوشته به صورت یک طومار درمی‌آید. نباید دست کسی به آن بخورد بنابراین هنگام خواندن آن به جای انگشت با یک وسیله که انتهایش شبیه دست است به آن اشاره می‌کنند. به این وسیله یَد می‌گویند. تورات به زبان عبری نوشته می‌شود.
به‌طور سنتی، کلمه تورات توسط کاتبی به عبری بر روی طومار نوشته می‌شود. بخشی از تورات حداقل هر سه روز یک بار در حضور جماعت به صورت عمومی خوانده می‌شود. خواندن تورات به صورت عمومی یکی از پایه‌های زندگی مشترک یهودیان است.